# Nicki Minaj
Onika Tanya Maraj (sinh ngày 8 tháng 12 năm 1982), thường được biết đến với nghệ danh Nicki Minaj, là một nữ rapper, ca sĩ, nhạc sĩ, diễn viên, người mẫu người Trinidad và Tobago. Sinh ra ở quận Saint James, thành phố Port of Spain, Trinidad và Tobago và lớn lên ở quận Queens, thành phố New York, cô được công chúng biết đến rộng rãi sau khi phát hành ba mixtape từ năm 2007 đến 2009, mang tên Playtime Is Over (2007), Sucka Free (2008), và Beat Me Up Scotty (2009).
Sau khi ký hợp đồng với hãng thu âm Young Money Entertainment vào năm 2009, Nicki Minaj phát hành album phòng thu đầu tay của mình, Pink Friday (2010). Album từng đạt được vị trí quán quân trên bảng xếp hạng Billboard 200 của Mỹ và đã được chứng nhận 3 lần đĩa Bạch kim bởi Hiệp hội Công nghiệp Ghi âm Hoa Kỳ (RIAA). Album thứ hai của nữ rapper, Pink Friday: Roman Reloaded, ra mắt vào năm 2012 và ra mắt tại vị trí quân quân ở nhiều quốc gia trên thế giới. Cũng trong năm này, Nicki Minaj tham gia sự nghiệp điện ảnh lần đầu tiên dưới vai trò diễn viên lồng tiếng cho bộ phim hoạt hình chiếu rạp của Mỹ Kỷ băng hà 4: Lục địa trôi dạt. Năm 2013, cô tham gia chương trình tìm kiếm tài năng âm nhạc American Idol mùa thứ 12 với tư cách giám khảo. Album phòng thu thứ ba của Nicki Minaj, The Pinkprint, được phát hành vào năm 2014. Cũng trong năm 2014 và năm 2016, Nicki Minaj tham gia đóng vai phụ trong các bộ phim chiếu rạp như Vợ, người yêu, người tình và Tiệm cắt tóc: Kiểu mới. Năm 2018, Minaj ra mắt album phòng thu thứ tư của mình, mang tên Queen.
Vào lúc khởi đầu của sự nghiệp, Nicki Minaj thường được biết đến vì những bộ trang phục và những bộ tóc giả nhiều màu sắc của mình. Cô sở hữu một phong cách rap rất riêng với những ca khúc có tiết tấu nhanh, với những "cái tôi thay thế" được thể hiện trong những bài hát và chất giọng đặc biệt của cô, chủ yếu là giọng cockney của Anh. Nicki Minaj là nữ nghệ sĩ đầu tiên lọt vào danh sách những nghệ sĩ rapper xuất sắc nhất được công bố hàng năm của MTV. Năm 2016, Nicki Minaj lọt vào danh sách Time 100, một danh sách đề cao những cá nhân có tầm ảnh hưởng nhất trên thế giới được công bố hàng năm bởi tạp chí Time. Với vai trò là một nghệ sĩ hát chính, Nicki Minaj đã mang về bốn đĩa đơn nằm trong top 5 trên bảng xếp hạng Billboard Hot 100: "Super Bass" vào năm 2011, "Starships" vào năm 2012, "Bang Bang" và "Anaconda" vào năm 2014. Cô là người sở hữu nhiều hạng mục nhất trên bảng xếp hạng Billboard Hot 100 so với các nghệ sĩ nữ thuộc tất cả các thể loại nhạc khác trong lịch sử của bảng xếp hạng. Cô là đại sứ thương hiệu cho Adidas, MAC Cosmetics và Pepsi.
Được mệnh danh là "Nữ hoàng nhạc rap" (Queen of Rap), trong suốt sự nghiệp âm nhạc của mình, Minaj đã nhận được nhiều giải thưởng danh giá, bao gồm 6 Giải thưởng Âm nhạc Mỹ, 12 Giải BET, 4 Giải Video âm nhạc của MTV, 4 Giải thưởng Âm nhạc Billboard, 1 Giải Phụ nữ trong Âm nhạc cho Ngôi sao Âm nhạc Phát triển nhất của Billboard và 10 đề cử Giải Grammy. Nicki Minaj cũng đã bán được ước tính khoảng 100 triệu đĩa đơn trên toàn cầu, giúp cô trở thành một trong những nghệ sĩ âm nhạc bán chạy nhất thế giới.

## Cuộc sống đầu đời
Onika Tanya Maraj sinh ngày 8 tháng 12 năm 1982 tại quận Saint James, thuộc thủ đô Port of Spain, Trinidad và Tobago. Cha của Minaj, ông Robert Maraj (sinh năm 1956), là một giám đốc tài chính và ca sĩ nhạc phúc âm bán thời gian gốc Phi-Ấn-Trinidad. Mẹ cô, bà Carol Maraj (sinh năm 1959), cũng là một ca sĩ nhạc phúc âm gốc Phi. Bà từng làm việc tại một cơ quan kế toán tài chính khi Minaj còn nhỏ. Cha của Minaj là một người mắc chứng nghiện rượu và các loại thuốc phiện khác, luôn luôn có tính khí bực dọc. Ông từng có ý định giết vợ mình và đã thiêu rụi căn nhà của chính gia đình ông vào tháng 12 năm 1987. Cô có một người anh trai, một người em trai và một người em gái.
Thuở nhỏ, Minaj sống cùng với bà ở quê nhà quận Saint James. Khi cô lên 5 tuổi, cả gia đình chuyển tới sinh sống tại ngôi nhà số 147 phố West ở quận Queens, Thành phố New York để thuận tiện cho mẹ cô khi bà theo học tại trường cao đẳng Monroe College, nằm tại quận The Bronx. Minaj kể lại rằng, "Tôi không có gì nhiều để nói về gia đình mình. Mẹ động viên tôi rất nhiều nhưng bà không nghiêm khắc với tôi, dù tôi luôn muốn có một gia đình nghiêm khắc". Sau đó, Minaj được nhận vào trường trung học năng khiếu nghệ thuật LaGuardia High School ở quận Manhattan, New York, chủ yếu đào tạo học viên về nghệ thuật thị giác và nghệ thuật biểu diễn. Sau khi tốt nghiệp, Minaj nuôi ước mở được trở thành một diễn viên và đã từng tham gia vào vở diễn In Case You Forget (Nếu như anh đã quên) của sân khấu Off-Broadway vào năm 2001.
Năm 19 tuổi, trong khi đang phải vật lộn với sự nghiệp diễn xuất, cô làm phục vụ bàn cho nhà hàng Red Lobster ở địa phương nhưng rồi lại bị đuổi việc vì thiếu tôn trọng khách hàng do tính khí dễ nổi nóng. Cô tưng chia sẻ rằng mình đã bị đuổi việc ít nhất 15 lần vì lý do nêu trên.

## Sự nghiệp âm nhạc

### 2004–2009: Bắt đầu sự nghiệp

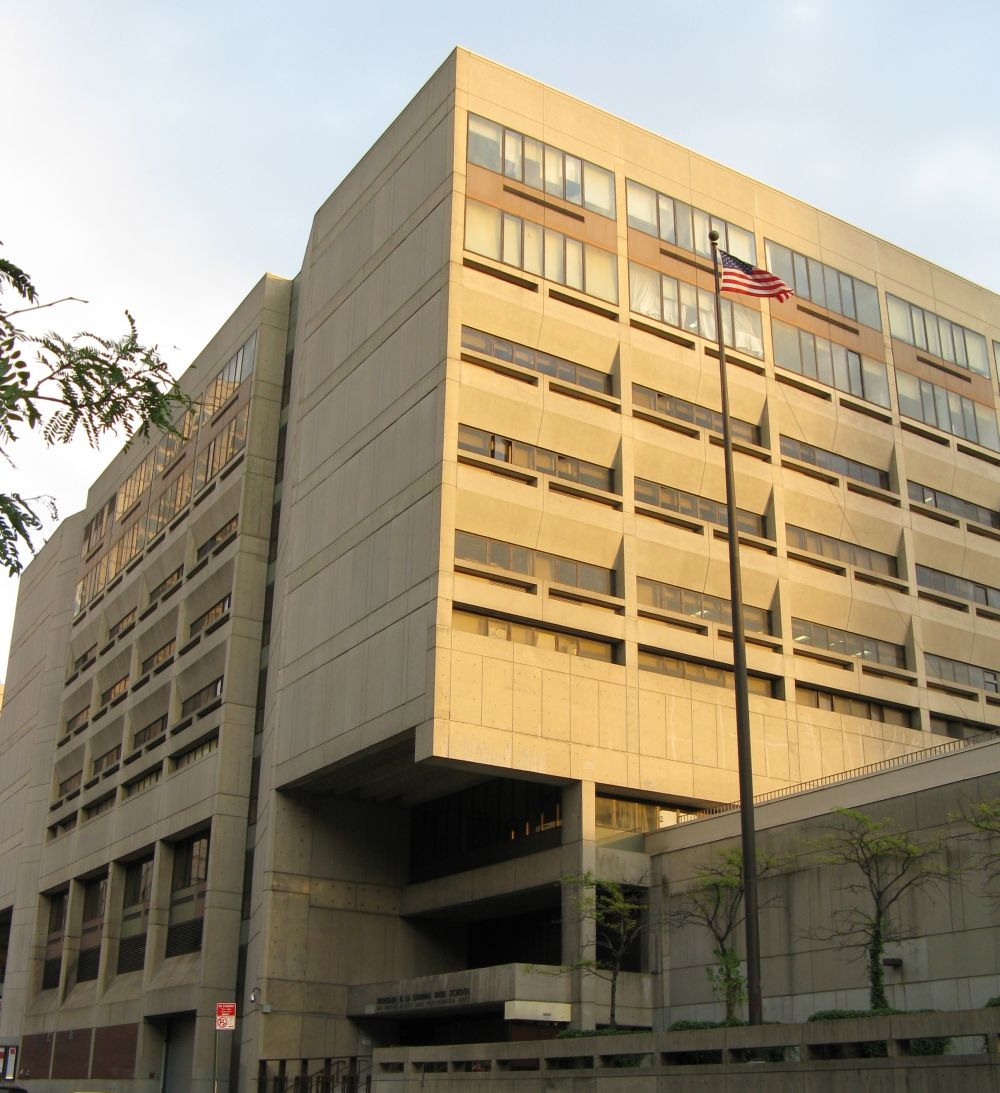
Minaj tốt nghiệp trường trung học phổ thông LaGuardia High School với tư cách là một diễn viên.

Trong những năm tháng đầu của sự nghiệp, Minaj kí hợp đồng với nhóm ca sĩ và nhà sản xuất âm nhạc Full Force đến từ quận Brooklyn, sau đó tham gia vào nhóm nhạc "The Hood$tars" cùng với Lou$tar (con trai của "Bowlegged Lou", là thành viên của nhóm Full Force), Safaree Samuels (nghệ danh khi ấy là Scaff Beezy) và 7even Up.
Năm 2004, The Hood$tars thu âm ca khúc có tên "Don't Mess With" cho nữ đô vật Lisa Marie Victoria của công ty WWE, là một ca khúc nằm trong album tổng hợp ThemeAddict: WWE The Music, Vol. 6 được công ty phát hành vào cùng năm. Sau đó một thời gian, Minaj quyết định rời nhóm Full Force và bắt đầu đăng tải các bài hát của mình lên tài khoản Myspace cá nhân, gửi những bài hát của mình đến tay những nghệ sĩ khác trong ngành công nghiệp âm nhạc. Debra Antney là quản lý của nữ rapper lúc bấy giờ. Đến năm 2007, Big Fendi, CEO của hãng thu âm Dirty Money Entertainment, đã thông qua hợp đồng với thời hạn 180 ngày cho phép Minaj gia nhập hãng đĩa. Nghệ danh trước đây từng được nữ rapper sử dụng là "Nicki Maraj", nhưng sau đó được Fendi đổi lại thành "Nicki Minaj". Minaj chia sẻ: "Tên thật của tôi là Maraj. Sở dĩ Fendi chọn cái nghệ danh như vậy khi ông ấy lần đầu gặp tôi vì tôi thực sự có những bài hát cực kỳ thô. Tôi đã hạ gục các con khốn!"
Minaj phát hành mixtape đầu tay, Playtime is Over, vào ngày 5 tháng 7 năm 2007 và thứ hai, mang tên Sucka Free, vào ngày 12 tháng 4 năm 2008. Cũng trong năm này, Minaj đoạt giải Nữ nghệ sĩ của năm tại lễ trao giải Underground Music Awards năm 2008. Ngày 18 tháng 4 năm 2009, Minaj ra mắt mixtape thứ ba, Beam Me Up Scotty, và nhận được những lời khen ngợi tích cực từ các nhà đài BET và MTV. Một trong những ca khúc thuộc mixtape, "I Get Crazy" còn từng đạt được vị trí thứ 20 trên bảng xếp hạng Hot Rap Songs của tạp chí Billboard và vị trí thứ 37 trên bảng xếp hạng Hot R&B/Hip-Hop Songs.
Sau khi tài năng của mình được khám phá bởi rapper Lil Wayne, có nguồn tin cho rằng vào tháng 8 năm 2009, cô đã ký kết một hợp đồng thu âm với hãng thu âm Young Money Entertainment do chính Lil Wayne thành lập. Tháng 11 năm đó, Minaj cùng với nam rapper Gucci Mane và nữ rapper Trina góp mặt trong bản phối lại (remix) của đĩa đơn "5 Star Bitch" do nam rapper người Mỹ Yo Gotti trình bày. Minaj cũng góp mặt trong các đĩa đơn "BedRock" và "Roger That" thuộc album tổng hợp có tựa đề We Are Young Money (2009) của hãng đĩa Young Money. Hai đĩa đơn lần lượt đạt vị trí thứ hai và ví trí thứ 56 trên bảng xếp hạng Billboard Hot 100, trong khi album kể trên thì đã có thời điểm vươn lên vị trí thứ chín trên bảng xếp hạng Billboard 200 của Mỹ và được chứng nhận Vàng bởi Hiệp hội Công nghiệp Ghi âm Hoa Kỳ (RIAA). Sau khi chấp nhận lời đề nghị của nam rapper và doanh nhân danh tiếng Jay-Z, nam ca sĩ Robin Thicke quyết định cho Nicki Minaj góp mặt trong đĩa đơn "Shakin' It 4 Daddy" của anh.

### 2010–2011: Thành công quốc tế với albumPink Friday

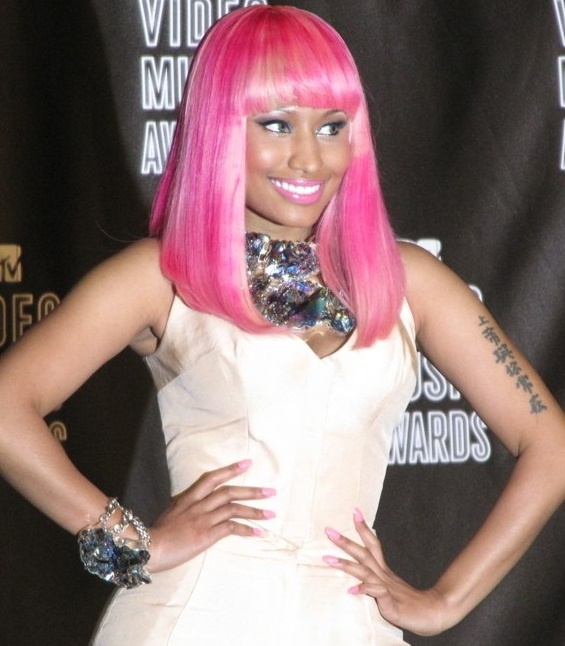
Minaj tại lễ trao giải Video âm nhạc của MTV năm 2010 tại Los Angeles

Minaj phát hành bài hát từng được dự định sẽ phát hành với vai trò là đĩa đơn đầu tiên và nằm trong album phòng thu của cô, mang tên "Massive Attack", vào ngày 29 tháng 3 năm 2010. Vì đĩa đơn không đạt được nhiều thành công về thương mại nên nó đã bị loại khỏi album, sau đó bị thay thế bởi đĩa đơn "Your Love" được phát hành vào ngày 1 tháng 6 năm 2010. Bài hát đạt được thứ hạng cao nhất của nó, vị trí thứ 14, trên bảng xếp hạng Billboard Hot 100, và vị trí quán quân trên bảng xếp hạng Billboard Rap Songs. Tháng 8 năm đó, Minaj công bố tiêu đề của album là Pink Friday, chơi chữ từ từ "Black Friday". Vào tháng tiếp theo, cô cho ra mắt các đĩa đơn "Check It Out" và "Right Thru Me", là hai đĩa đơn tiếp theo nằm trong album. Tháng 10 cùng năm, Minaj trở thành nữ nghệ sĩ độc tấu đầu tiên sở hữu bảy bài hát cùng lọt vào bảng xếp hạng Billboard Hot 100 và là người phụ nữ đầu tiên lọt vào danh sách những rapper xuất sắc nhất được công bố hàng năm của đài MTV. Năm 2010, Minaj nhận được đề cử đầu tiên của cô tại Giải Grammy cho phần lời với vai trò là nghệ sĩ góp mặt trong ca khúc "My Chick Bad" của nam rapper Ludacris.
Ngày 19 tháng 11 năm 2010, album Pink Friday chính thức được tung ra thị trường và giữ vị trí thứ hai trên bảng xếp hạng Billboard 200 với doanh thu tuần đầu tiên đạt 375.000 bản. Kể từ khi phát hành, album đã nhận được những ý kiến đánh giá tích cực từ giới phê bình. Sam Wolfson từ tạp chí NME đã có lời khen ngợi đến "khiếu cảm nhận nhạc pop" của Minaj và cho rằng "tâm trạng dễ thay đổi và những hành động lạ người của Minaj rất giống với nam rapper thành công Lil Wayne". Brad Wete từ tạp chí Entertainment Weekly đã khen ngợi "khả năng cảm nhận giai điệu" của nữ rapper và "phần lời mang tính phóng đại". Allison Stewart từ báo The Washington Post lại cho rằng album đã "chỉ là một phần thành quả nhỏ mà các nữ rapper khác có thể có, mặc dù nó có đóng góp một tay vững chãi cho các bản hit nhạc pop". Album đạt chứng nhận bạch kim vào tháng 12, sau đó vươn lên đứng hạng nhất tại Hoa Kỳ vào tháng 2 năm 2011.
"Moment 4 Life" là đĩa đơn thứ tư của Pink Friday được phát hành không lâu sau khi album ra mắt. Minaj cũng đã biểu diễn trực tiếp hai ca khúc "Right Thru Me" và "Moment 4 Life" với tư cách là khách mời âm nhạc trên chương trình Saturday Night Live phát sóng ngày 29 tháng 1 năm 2011. "Super Bass", đĩa đơn thứ năm trích từ album, được phát hành vào tháng 4 năm 2011., trở thành một "sleeper hit" và đạt được nhiều thành công thương mại. Kết quả, bài hát đạt vị trí thứ ba trên bảng xếp hạng Billboard Hot 100 và được cấp chứng nhận 8 Bạch kim tại Mỹ. Minaj ghi nhận niềm yêu thích và những chia sẻ mang tính chất công khai về ca khúc trên truyền thông của nữ ca sĩ Taylor Swift, rồi phát hành ca khúc dưới dạng đĩa đơn sau khi những đoạn video thể hiện lại ca khúc của các nữ ca sĩ như Taylor Swift và Selena Gomez bất ngờ nổi tiếng trên mạng Internet, để từ đó tạo hiệu ứng cho thành công vang dội của "Super Bass" cũng như sự nghiệp tỏa sáng của Minaj sau này.

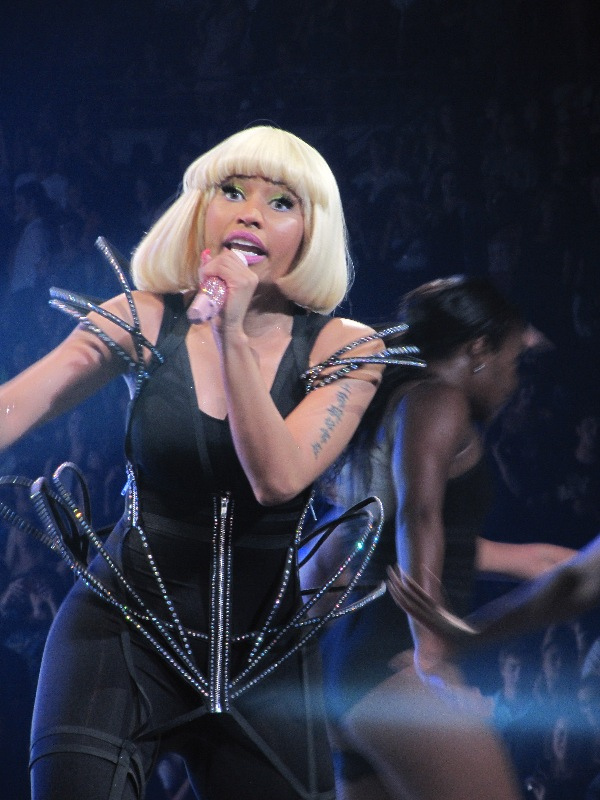
Minaj biểu diễn trong chuyến lưu diễn Femme Fatale Tour cung Công chua nhạc Pop Britney Spears vào năm 2011

Minaj là một trong những nghệ sĩ trình diễn mở màn cho chuyến lưu diễn Femme Fatale Tour năm 2011 của nữ ca sĩ Britney Spears. Cô và nữ ca sĩ Kesha cũng góp giọng trong bản phối lại của bài hát "Till the World Ends" do Spears trình bày. Ca khúc từng đạt vị trí thứ ba trên Billboard Hot 100.
Ngày 7 tháng 8 năm 2011, Minaj mắc phải sự cố trang phục trong khi đang trình diễn trực tiếp trên chương trình Good Morning America. Nữ ca sĩ bị chỉ trích vì mặc chiếc áo quá ngắn dẫn đến sự cố lộ ngực khi đang ghi hình trực tiếp. Trước tai nạn bất ngờ, đài ABC sau đó đã gửi lời xin lỗi đến khán giả. Trên chương trình đêm khuya Nightline của đài ABC, Minaj nhấn mạnh rằng cô không hề cố ý để lộ trang phục nhằm mục đích quảng cáo bản thân trên truyền hình trực tiếp. Sự việc đã vấp phải nhiều chỉ trích từ Parents Television Council (tổ chức chuyên kiểm duyệt nội dung truyền hình của Hoa Kỳ). Chủ tịch tổ chức Tim Winter phát biểu: "Đã rất nhiều lần một chương trình tin tức buổi sáng lại chứa đựng những nội dung không phù hợp cho trẻ em và gia đình", và từ chối lời xin lỗi từ đài ABC.
Mặc dù xảy ra sự cố đáng tiếc, nhưng Minaj được vẫn được mời đến trình diễn tại nhiều sự kiện thời trang trong năm 2011. Donatella Versace mời cô biểu diễn cùng nam nhạc sĩ Prince để giới thiệu bộ sưu tập Versace cho hãng H&M. Tại buổi trình diễn thời trang Victoria's Secret Fashion Show năm 2011, Minaj cũng được mời đến biểu diễn ca khúc "Super Bass".
Tháng 12 năm 2011, Minaj được đề cử tại ba hạng mục Giải Grammy, gồm Nghệ sĩ mới xuất sắc nhất và Album nhạc rap xuất sắc nhất với album Pink Friday. Cùng năm đó, nữ rapper cũng giành được Giải Video âm nhạc của MTV cho Video Hip-Hop xuất sắc nhất với video âm nhạc "Super Bass", đánh dấu Giải Video âm nhạc của MTV đầu tiên mà cô đoạt được.

### 2012–2013:Pink Friday: Roman ReloadedvàThe Re-Up

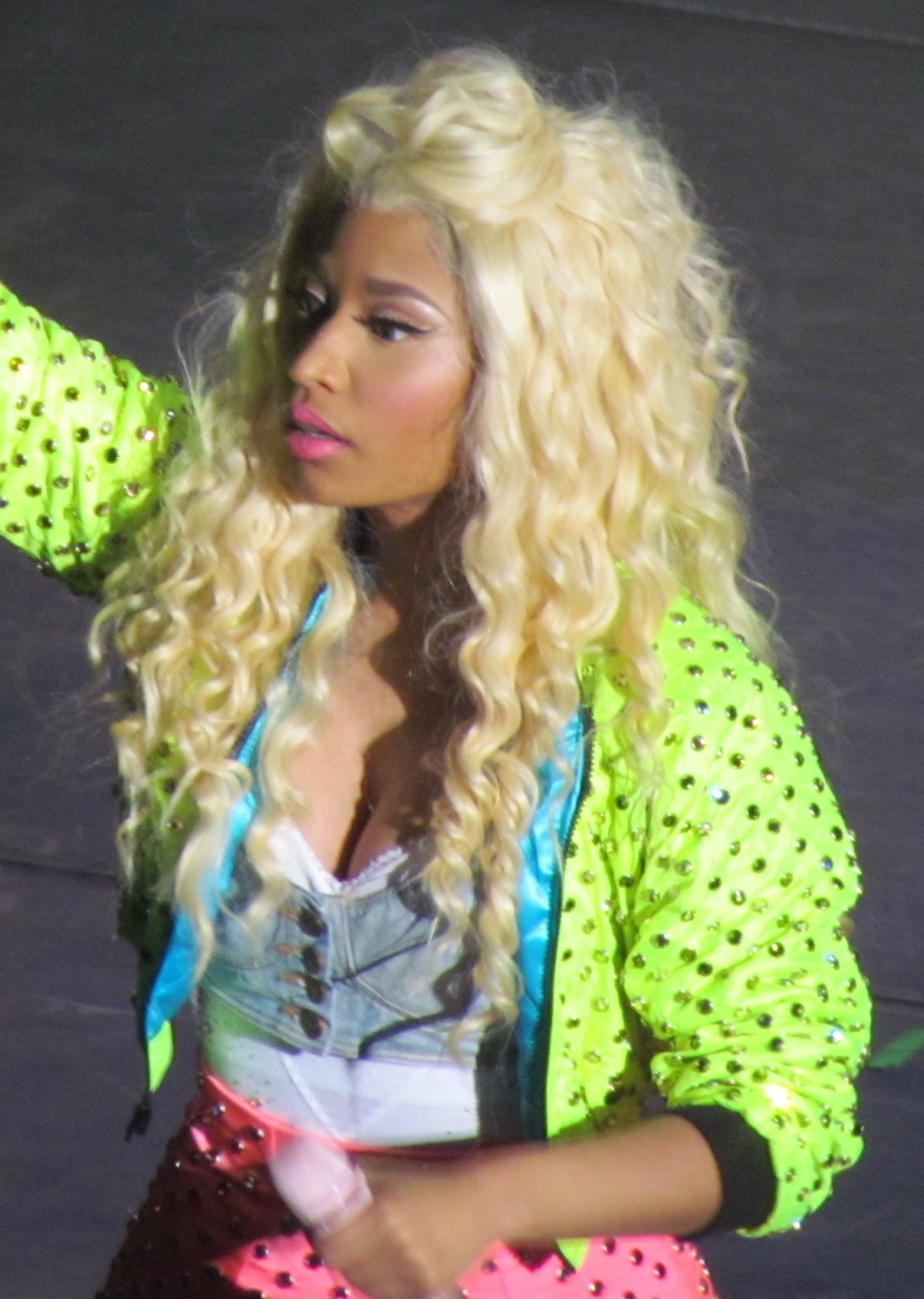
Minaj biểu diễn tại Luân Đôn, Anh vào năm 2012

Đĩa đơn "Starships" được phát hành vào tháng 2 năm 2012 với vai trò là đĩa đơn đầu tiên trích từ album phòng thu thứ hai của nữ rapper, mang tên Pink Friday: Roman Reloaded. Bài hát từng vươn lên vị trí thứ năm trên bảng xếp hạng Billboard Hot 100, trở thành đĩa đơn bán chạy thứ năm vào năm 2012 và là một trong những đĩa đơn bán chạy nhất mọi thời đại. Lần chuyển đổi sang thể loại pop của Minaj lại bị chỉ trích bởi một số nhà phê bình tuy vẫn đạt được nhiều thành công nhất định. Clive Tanaka, một nghệ sĩ âm nhạc đến từ Chicago, đã cáo buộc bài hát đã vi phạm bản quyền và đã kiện Minaj. Các đĩa đơn tiếp theo, "Beez in the Trap" và "Right by My Side" cũng ra mắt không lâu sau đó.
Album chính thức được phát hành vào ngày 2 tháng 4 năm 2012, chậm hơn 2 tháng so với dự kiến. Hai đĩa đơn quảng bá của album lần này là "Roman in Moscow" và "Stupid Hoe". Album ra mắt ở vị trí quán quân trên bảng xếp hạng Billboard 200 với doanh số bán ra sau một tuần phát hành là 253.000 bản và được cấp chứng nhận Bạch kim bởi Hiệp hội Công nghiệp Ghi âm Hoa Kỳ (RIAA) vào tháng 6 năm 2012. Tuy vậy, nhưng album vẫn nhận được nhiều ý kiến hai chiều từ các nhà phê bình khi pha trộn hai dòng nhạc hip-hop và pop với nhau. Randall Roberts từ báo Los Angeles Times đã tán dương "những bài hát sống động và tối giản" đã "làm nổi bật sự quyến rũ và thành tựu mà Minaj đạt được", nhưng lại phê bình album mang tính "rời rạc, rối rắm" này "đã giảm chất lượng nghiêm trọng" với "những bài hát dance pop đơn giản như được chế tác từ một bài hát thôi vậy". Matthew Cole từ tạp chí Slant Magazine đã gọi album là "một album nhạc rap tầm thường". Trong một bài đánh giá tích cực hơn cho Rolling Stone nhà báo Jody Rosen đã gọi album là "một album nhạc pop siêu đẳng" và nhận xét rằng "năng lượng của album sẽ không bao giờ yếu đi". "Pound the Alarm" và "Va Va Voom" là hai đĩa đơn cuối cùng của album.
Cũng trong khoảng thời gian này, Minaj và nữ rapper M.I.A. cùng biểu diễn ca khúc "Give Me All Your Luvin'" cùng với nữ ca sĩ Madonna tại giờ giải lao của trận siêu cúp Super Bowl lần thứ 46 được tổ chức vào ngày 6 tháng 2 năm 2012. Minaj trở thành nữ rapper đầu tiên biểu diễn đơn ca tại một lễ trao giải Grammy với màn trình diễn ca khúc "Roman Holiday" tại lễ trao giải lần thứ 54 vào ngày 12 tháng 2. Tuy nhiên, màn biểu diễn theo chủ đề lễ trừ tà của cô đã gây ra nhiều tranh cãi. Hội Công giáo Hoa Kỳ chỉ trích Minaj vì cô đã đưa một "Giáo hoàng" giả đi theo hộ tống mình trên thảm đỏ. Cảnh "trừ tà" trong màn trình diễn của cô cũng nhận được nhiều lời lên án từ dư luận. Bill Donohue, chủ tịch của Hội Công giáo Hoa Kỳ đã gọi màn trình diễn của Minaj là "thô bỉ".
Minaj khởi động chuyến lưu diễn hát chính đầu tiên, Pink Friday Tour, vào ngày 16 tháng 5 năm 2012, sau đó là chuyến lưu diễn thứ hai, Pink Friday: Reloaded Tour, bắt đầu từ ngày 14 tháng 10 năm 2012. Tùng dự kiến là nghệ sĩ hát chính cho lễ hội âm nhạc Summer Jam của đài phát thanh Hot 97 vào ngày 3 tháng 6 được tổ chức tại sân vận động MetLife Stadium ở thành phố New Jersey, nhưng rốt cuộc nữ rapper đã hủy bỏ buổi biểu diễn của mình tại lễ hội theo lời yêu cầu của Lil Wayne sau khi biết được tin người dẫn chương trình Peter Rosenberg đã chê bai đĩa đơn "Starships" là "không phải nhạc hip-hop thực thụ". Tháng tiếp theo, Minaj tham gia lồng tiếng cho nhân vật voi ma mút cái tên Steffie trong bộ phim hoạt hình chiếu rạp Kỷ băng hà 4: Lục địa trôi dạt (2012). Minaj giành được giải Video xuất sắc nhất của nữ ca sĩ (Best Female Video) với đĩa đơn "Starships" tại lễ trao giải Video âm nhạc của MTV năm 2012 và giải Nghệ sĩ Hip-hop xuất sắc nhất (Best Hip-Hop) tại lễ trao giải Video âm nhạc châu Âu của MTV năm 2012. Phiên bản mở rộng của album Pink Friday: Roman Reloaded với tựa đề Pink Friday: Roman Reloaded – The Re-Up được chính thức phát hành vào ngày 19 tháng 11 năm 2012. Sau thành công của Pink Friday: Roman Reloaded, album mở rộng có tựa đề The Re-Up được phát hành vào ngày 19 tháng 11. Cùng tháng đó, Minaj ra mắt một bộ phim tài liệu ba phần với tiêu đề Nicki Minaj: My Truth (Đời thật của tôi), kể về cuộc đời của chính nữ ca sĩ và được phát sóng trên kênh E!. Tháng 9 năm 2012, có nguồn tin xác nhận Minaj sẽ tham gia ban giám khảo tại mùa thứ 12 của cuộc thi tìm kiếm tài năng âm nhạc American Idol cùng Mariah Carey, Randy Jackson và Keith Urban. Cũng trong năm 2012, Minaj đã đóng góp một số tiền khổng lồ – 250.000 đô-la – cho quỹ đóng góp cho những bệnh nhận AIDS do hãng mỹ phẩm MAC Cosmetics gây dựng. Nữ rapper đã hợp tác với nam ca sĩ Ricky Martin để quảng bá dòng sản phẩm son môi Viva Glam của MAC và số doanh thu kiếm được sẽ được quyên góp thẳng cho số tiền quỹ.
Năm 2013, Minaj là nữ rapper có nhiều ca khúc lọt vào bảng xếp hạng Billboard Hot 100 nhất trong lịch sử với 44 bài, đồng dẫn đầu với Mariah Carey. Với 7 đề cử, Minaj cũng dẫn đầu về số lượng đề cử giữa các nghệ sĩ rap tại lễ trao giải thưởng Âm nhạc Billboard năm 2013. Cô cũng là rapper đầu tiên đạt được bốn lần liên tiếp hạng mục Nữ Nghệ sĩ nhạc Hip-Hop xuất sắc nhất do đài truyền hình BET trao giải. Cũng trong năm này, Minaj là nữ nghệ sĩ đầu tiên lọt vào danh sách những nghệ sĩ nhạc hip-hop có tổng tài sản lớn nhất (Hip-Hop Cash King List) và đứng ở vị trí thứ tư với tổng tài sản lúc bấy giờ là 29 triệu đô-la Mỹ.

### 2014–2017:The Pinkprintvà các dự án khác
- Trục trặc khi nghe? Xem hướng dẫn.

Minaj tham gia đóng một bộ phim điện ảnh chiếu rạp đầu tiên trong sự nghiệp của mình mang tên Vợ, người yêu, người tình. Bộ phim được bấm máy quay vào mùa xuân năm 2013 và khởi chiếu rộng rãi vào ngày 25 tháng 4 năm 2014. Cô vào vai Lydia, trợ lý của Carly (do Cameron Diaz thủ vai). Trước khi cho ra mắt album phòng thu thứ ba, Minaj miêu tả album, lấy tựa đề là The Pinkprint, là "một nhạc phẩm tiếp nối và là phiên bản mở rộng của album The Re-Up trước đó", và cũng cho biết album này sẽ tập trung vào "cội nguồn nhạc hip-hop" của mình. Trong một buổi phỏng vấn với MTV, nữ rapper chia sẻ rằng album mới này sẽ vươn lên "một đẳng cấp mới" và cô "có nhiều thứ để giãi bày". Nữ ca sĩ phát biểu: "Tôi thực sự thấy hào hứng, đội ngũ làm việc với tôi lần này hoàn toàn mới và họ mang đến những giai điệu tươi trẻ mà tôi chưa bao giờ trải nghiệm qua."
"Pills n Potions" là đĩa đơn đầu tiên chính thức của album và được phát hành vào tháng 5 năm 2014. Bài hát "Anaconda" chính thức ra mắt công chúng vào tháng 8 cùng năm và trở thành đĩa đơn thứ hai của album. Đĩa đơn từng đạt được vị trí thứ hai trên bảng xếp hạng Billboard Hot 100, là đĩa đơn có thứ hạng cao nhất của nữ rapper tại Hoa Kỳ đến nay. Kể từ khi phát hành, video của bài hát thu hút nhiều tranh cãi nhưng vẫn được lan truyền rộng rãi trên mạng internet; nó lập kỉ lục video có lượt xem cao nhất trong vòng 24 giờ đầu tiên đăng tải trên hệ thống Vevo vào thời điểm ra mắt, phá kỉ lục trước đó của Miley Cyrus với video âm nhạc của ca khúc "Wrecking Ball". Tháng 12 năm 2014, Minaj nhận được hai đề cử Giải Grammy cho hai hạng mục Bài hát Rap xuất sắc nhất (với đĩa đơn "Anaconda") và Trình diễn song tấu hoặc nhóm nhạc pop xuất sắc nhất (với đĩa đơn "Bang Bang" trình bày cùng Jessie J và Ariana Grande).
The Pinkprint được phát hành vào ngày 15 tháng 12 năm 2014 và ra mắt tại vị trí thứ hai trên bảng xếp hạng Billboard 200, với tổng doanh số tuần đầu tiên là 244.000 bản (198.000 bản thuần và 46.000 đơn vị album tương đương cộng với lượt stream). Sau khi phát hành, album đã nhận được nhiều phản hồi tích cực từ giới phê bình. Biên tập viên Niki McGloster từ tạp chí Billboard đã gọi nó là "album hay nhất của cô cho đến nay". Sheldon Pearce từ website The A.V. Club thì cho rằng The Pinkprint là phương tiện giúp Minaj "có thể giữ cho các cảm xúc trong người cô cân bằng". Nhà phê bình Randall Roberts từ tờ Los Angeles Times viết nhận xét rằng xuyên xuốt album này, Minaj "chú trọng việc phô trương tài năng để khám phá và ghi lại nhiều tâm trạng khác nhau của mình. Sự hoà quyện giữa các thứ tâm trạng này thường, nếu nói là luôn luôn, làm say mê lòng người". Tại lễ trao giải Grammy lần thứ 58, nữ rapper nhận được thêm ba đề cử nữa, trong đó bao gồm đề cử thứ hai của cô cho hạng mục Album nhạc rap xuất sắc nhất với The Pinkprint.
Tháng 11 năm 2014, Minaj phát hành video âm nhạc cho đĩa đơn thứ ba "Only", với sự góp giọng của các nam rapper Drake, Lil Wayne và Chris Brown. Những hình ảnh mang hơi hướng của Đức Quốc xã trong video ngay lập tức vấp phải sự phản đối từ Anti-Defamation League (Tổ chức chống phỉ báng phi chính phủ của người Do Thái). Hội này cho rằng "đội ngũ sản xuất, quảng bá và quản lý của Minaj không hề cảnh báo trước về việc sử dụng những hình ảnh này trước khi tung video." Họ lên án video là "không có sự thương cảm với những người sống sót sau cuộc tàn sát người Do Thái và xuyên tạc lịch sử thời đại".
Tính đến ngày 29 tháng 6 năm 2014, Minaj trở thành người duy nhất 5 năm liền đoạt giải Nữ nghệ sĩ Hip-Hop xuất sắc nhất của đài BET, đồng thời san bằng kỷ lục 5 lần thắng hạng mục này của nữ rapper Missy Elliott trước đó. Ngày 9 tháng 11 năm 2014, Minaj dẫn chương trình lễ trao giải MTV Europe Music Awards tổ chức tại thành phố Glasgow, Scotland và cũng giành được giải thưởng Ca khúc Hip-Hop xuất sắc nhất tại đây. Tháng 12, Minaj nhận được hai đề cử Grammy là Best Rap Song cho "Anaconda" và Best Pop Duo/Group Performance cho "Bang Bang" cùng với Jessie J và Ariana Grande. Tháng 3 năm 2015, cô trở thành nữ nghệ sĩ đầu tiên có 4 bài hát cùng lúc nằm trong bảng xếp hạng Mainstream R&B/Hip-Hop airplay của Billboard. Tại lễ trao giải BET năm 2015, Minaj một lần nữa đoạt giải Nữ nghệ sĩ Hip-Hop xuất sắc nhất, trở thành rapper nữ đầu tiên với 6 chiến thắng liên tiếp ở hạng mục này.
Từ ngày 16 tháng 3 đến 23 tháng 8 năm 2015, Minaj tiến hành chuyến lưu diễn thế giới The Pinkprint Tour, mở màn ở châu Âu và đi qua Hoa Kỳ, Canada, México, Brazil, Philippines, Úc.

### 2016:Barbershop: The Next Cutvà các dự án khác
Nicki Minaj tiếp tục tham gia thêm một phim điện ảnh nữa là Barbershop: The Next Cut. Phim phát hành ngày 15 tháng 4 năm 2016 và nhận được nhiều nhận xét tích cực, trên trang Rotten Tomatoes, phim nhận được đánh giá tốt với 93%. Vai của Minaj trong phim là một thợ làm tóc đỏng đảnh tên Draya. Cùng với đó, Minaj còn làm chỉ đạo sản xuất cho sê-ri hài có tên Minaj, bộ phim nói về cuộc sống thời thơ ấu của chính cô ở Queens, New York. Tuy nhiên, đến tháng 10 năm 2016, Minaj tuyên bố dự án bộ phim đã bị hoãn.
Thời điểm này Minaj đang trong quá trình sản xuất album phòng thu thứ tư của mình. Cô cũng đã phát hành các đĩa đơn gồm Regret in Your Tears, No Frauds và Changed It. Tháng 2 năm 2017, Minaj đồng sáng tác và góp mặt trong đĩa đơn Swalla của Jason Derulo. Tháng 3 sau đó, cô kí hợp đồng với công ty người mẫu Wilhelmina Models. Tháng 5, Minaj góp giọng trong ca khúc Swish Swish, trích từ album Witness của Katy Perry.

### 2018–2019:Queen

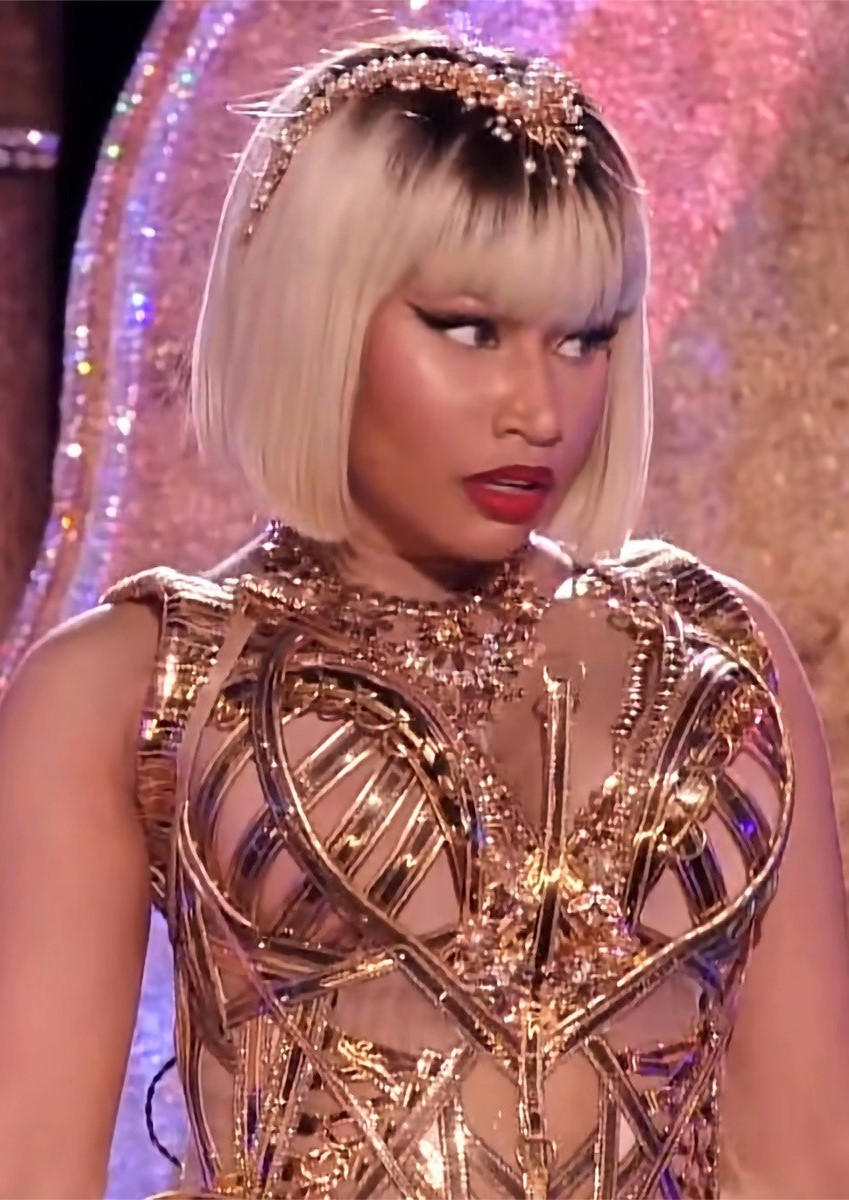
Minaj biểu diễn tại lễ trao giải Video âm nhạc của MTV năm 2018

Trên thảm đỏ Met Gala 2018, Minaj chính thức xác nhận rằng tiêu đề của album phòng thu thứ tư sắp tới của cô sẽ là Queen và album sẽ được phát hành 15 tháng 6 năm 2018. Đĩa đơn đầu tiên của album, "Chun-Li", ra mắt vào ngày 12 tháng 4 năm 2018 và từng vươn lên vị trí thứ 10 trên Billboard Hot 100. Một đĩa đơn khác, "Barbie Tingz", cũng được phát hành cùng ngày với "Chun-Li", dù không được đưa vào danh sách album phiên bản tiêu chuẩn nhưng vẫn xuất hiện trong danh sách ca khúc của phiên bản được bày bán duy nhất tại Target. Đĩa đơn quảng bá của Queen, mang tên "Rich Sex", có sự góp giọng của nam rapper Lil Wayne, được phát hành vào ngày 11 tháng 6 năm 2018. "Bed", đĩa đơn thứ hai với sự góp giọng của nữ ca sĩ Ariana Grande, ra mắt vào ngày 14 tháng 6 năm 2018 (cùng thời điểm mà người hâm mộ có thể đặt trước album) và từng giành được vị trí 43 trên Billboard Hot 100.
Ngày 19 tháng 5 năm 2018, Minaj tham gia tập phát sóng cuối cùng của mùa 43 của chương trình Saturday Night Live (do Tina Fey dẫn chương trình). Cô biểu diễn hai ca khúc tại đây: "Chun-Li" (đơn ca) và "Poke It Out" (cùng nam rapper Playboi Carti). Sau đó, Minaj thông báo trên một video live stream trên Instagram rằng cô sẽ dời ngày phát hành album xuống ngày 10 tháng 8 năm 2018. Đầu tháng 6 năm 2018, Minaj đăng hình bìa album lên tài khoản Twitter của cô. Bức hình do bộ đôi nhiếp ảnh gia Mert and Marcus chụp, trong đó Minaj cởi trần, đeo miếng dán ngực và đội một chiếc mũ mang phong cách của Nữ hoàng Cleopatra. và thông báo rằng cô sẽ khởi động một chuyến lưu diễn đồng hát chính với nam rapper Future. Ngày 23 tháng 6 năm 2018, tại lễ trao giải BET năm 2018, nữ rapper đã thể hiện một liên khúc của hai bài "Chun-Li" và "Rich Sex".
Vào ngày 22 tháng 7 năm 2018, đĩa đơn "Fefe" của nam rapper Tekashi 6ix9ine, với sự góp giọng của Minaj, ra mắt tại vị trí thứ tư rồi vươn lên vị trí thứ ba, đánh dấu thứ hạng cao nhất mà nó từng đạt được trên bảng xếp hạng Billboard Hot 100. "Fefe" cũng trở thành đĩa đơn có thứ hạng cao nhất trên Hot 100 của Minaj với vai trò là nghệ sĩ góp giọng, vượt mốc thứ sáu của đĩa đơn "Bang Bang" (2014) trước đó. Ngoài ra, nữ rapper cùng với Kanye West là hai nghệ sĩ góp giọng trong ca khúc "Mama" của 6ix9ine. Cả hai bài hát kể trên đều nằm trong album phòng thu đầu tay của 6ix9ine với cái tên Dummy Boy.
Vào ngày 1 tháng 8, Minaj dự định lùi ngày phát hành album thêm một lần nữa, vào ngày 17 tháng 8 năm 2018. Nhưng rồi đến ngày 10, Minaj vẫn cho phát hành album như kế hoạch ban đầu. Trước một ngày album ra mắt, nữ rapper cho phát sóng lần đầu tiên chương trình của riêng cô trên đài phát thanh âm nhạc Beats 1 có tên là Queen Radio. Queen ra mắt tại ví trí thứ hai trên Billboard 200 với 185.000 đơn vị album tương đương, trong đó có 78.000 bản thuần. Album cũng ra mắt tại ví trí thứ tư và thứ năm lần lượt tại Úc và Anh Quốc, đánh đấu thứ hạng ra mắt cao nhất của một album mà Minaj giành được tại Úc. Kể từ khi album của cô ra mắt tại vị trí thứ hai trên Billboard 200, nữ rapper sau đó bày tỏ sự tức giận và bất mãn với một số người trong một loạt tweet cô đăng, trong đó có nam rapper Travis Scott vì album của anh giữ vững vị trí đầu bảng trong suốt hai tuần liên tiếp, ngăn không cho Queen lên hạng. Quá trình ra mắt người hâm mộ đầy trì trệ và khó khăn của album và cuộc thù hằn nảy lửa giữa Minaj và Scott đã bị chỉ trích bởi nhiều cổng thông tin và bình luận viên. Sau gần một tuần từ ngày album được phát hành, nữ rapper quyết định thêm "Fefe" vào danh sách ca khúc của nó.
Kể từ khi phát hành, Queen đã nhận được nhiều phản hồi nhìn chung là tích cực từ giới phê bình, dù có một vài nhà phê bình không hài lòng với thời lượng album và nội dung của lời các bài hát. Mosi Reeves từ tạp chí Rolling Stone nhận xét rằng album đã "mang lại cho chúng ta một hình tượng Nicki Minaj mới: một vị quốc vương ấn tượng và ngạo mạn, một người phụ nữ luôn đòi hỏi những vần điệu sắc bén như một ngọn kiếm như là một đặc quyền cho sự xuất sắc", tuy cùng lúc nhà đánh giá cho rằng Queen có "một đoạn giữa yếu ớt và ngoằn nghèo". Trong một bài đánh giá mang hơi hướng trung lập của mình về album, Bryan Rolli đến từ tạp chí Forbes đã nêu nhận định rằng Queen là "một album xuất sắc có 10 bài hát ẩn hiện giữa một album khác có 19 bài", nhưng đồng thời dành lời khen đến chất trữ tình trong lời bài hát, và cho rằng album "đã cho người hâm mộ nhiều điều để hoà quyện vào đó". Đại diện cho tờ The Washington Post, Chris Richards phát biểu rằng "Queen chỉ có thể liên kết với hệ tư tưởng nhạc rap với một mối nối rất đáng buồn — như là một bức chân dung của một rapper mơ mộng hão huyền [...] Một album comeback xuất sắc của Nicki Minaj sẽ là album xuất sắc đầu tiên của cô ấy, chấm hết."
Sau khi Queen được phát hành, Minaj cho ra mắt video âm nhạc của bài hát đầu tiên trong album, "Ganja Burn". "Barbie Dreams" được hãng thu âm của nữ rapper gửi đến đài phát thanh rhythmic contemporary vào ngày 14 tháng 8 năm 2019, trở thành đĩa đơn thứ ba của Queen. Ngày 20 tháng 8, Minaj biểu diễn một liên khúc gồm bốn bài hát "Majesty", "Barbie Dreams", "Ganja Burn" và "Fefe" tại Trạm xe điện ngầm PATH (PATH World Trade Center station), và màn biểu diễn của cô là một phần của lễ trao giải Video âm nhạc của MTV năm 2018. Cũng tại đây, nữ rapper đã vinh dự đoạt giải Video âm nhạc của MTV thứ tư trong sự nghiệp với video âm nhạc của "Chun-Li". Không lâu sau đó, đĩa đơn "Idol" của nhóm nhạc BTS với sự góp giọng của Minaj chính thức được phát hành. Nó từng đạt đến vị trí thứ 11 trên Billboard Hot 100, trở thành bài hát thứ hai có thứ hạng cao nhất tại Hoa Kỳ.
Tháng 9 năm 2018, Minaj cùng với nam nghệ sĩ Post Malone được chọn làm hai nghệ sĩ hát chính biểu diễn tại lễ hội âm nhạc Made In America Festival. Trong khi đang trình diễn trên sân khấu, Minaj một lần nữa vấp phải sự cố về trang phục và lộ ngực trên sân khấu. Nữ rapper nhanh chóng điều chỉnh trang phục, tiếp tục màn vũ đạo của mình và còn đùa vui rằng "Đây là lần thứ 50 người ta thấy ngực của tôi rồi." Tuần tiếp theo, vào ngày 4 tháng 9, Minaj xuất hiện trên chương trình truyền hình The Ellen DeGeneres Show, nơi cô bày tỏ rằng cô "muốn đấm vào khuôn mặt chết tiệt" của Travis Scott và cho rằng việc làm của mình là "đúng" và "công bằng"; biểu diễn một số bài hát; và cùng với DeGeneres quyên góp hơn 150.000 đô-la Mỹ cho người hâm mộ với sự giúp đỡ của Walmart.
Vào ngày 12 tháng 10 năm 2018, nhóm nhạc nữ người Anh Little Mix cho phát hành đĩa đơn "Woman Like Me", trong đó có sự góp giọng của Minaj. Đĩa đơn sau đó ra mắt tại vị trí thứ năm tại Anh Quốc. Video âm nhạc của bài hát, trong đó nữ rapper mặc một bộ trang phục có "cổ áo trắng nếp gấp thịnh hành thời Elizabeth I và không còn gì nhiều hơn", cũng được phát hành trong tháng đó. Hai nhà báo từ đài BBC đã miêu rả rằng video "đã đập bỏ những dập khuôn về giới tính".
Không lâu sau đó, Minaj tham gia góp giọng trong bài hát "Dip" của nam rapper Tyga. Đĩa đơn ra mắt tại vị trí thứ 83 rồi sau đó vươn lên vị trí thứ 63 (là vị trí cao nhất mà nó đạt được) trên Billboard Hot 100 và trở thành bài hát thứ 100 của nữ rapper lọt vào bảng xếp hạng này, vì thế cô trở thành nữ nghệ sĩ có nhiều bài hát lọt vào Hot 100 nhất và là nghệ sĩ độc tấu có nhiều thứ tư xét theo tổng thể.
Cuối tháng 10 năm 2018, nữ ca sĩ nhạc dân gian Tracy Chapman đâm đơn kiện Minaj ra toà vì tội vi phạm bản quyền, cụ thể hơn là bởi nữ rapper đã sử dụng một đoạn nhạc mẫu trích từ ca khúc "Baby Can I Hold You" (1988) của Chapman mà không được sự chấp thuận của bà. Trước đó, vào một tuần trước khi album Queen ra mắt (10 tháng 8), Minaj có đăng một dòng trạng thái (hiện đã xoá) lên Twitter nói về những rắc rối về pháp lý về một đoạn nhạc mẫu của Chapman làm trì hoãn thời gian phát hành của album. "Tôi chẳng ngờ rằng nó sao chép lại bài hát của nữ ca sĩ Tracy Chapman huyền thoại — nên giữ đúng ngày phát hành và mất luôn cả album, hay mất luôn cả album và giữ đúng ngày phát hành. Chúng ta có thể dời lại ngày phát hành Queen xuống một tuần được không?", nữ ca sĩ bối rối. Ngày 11 và 12 tháng 8, DJ nổi tiếng Funkmaster Flex cho phát "Sorry" trên kênh phát thanh nhạc hip hop Hot 97, quảng bá chúng trên các kênh xã hội của mình sau khi nhận được bản thu âm từ Minaj. Chapman đã phát hiện ra điều này, nhận thấy những điểm tương đồng giữa hai bài hát và quyết định đâm đơn kiện. Trong đơn kiện, Chapman đòi Minaj bồi thường thiệt hại và yêu cầu ngưng phát tán "Sorry" với mục đích thương mại. Minaj sau đó phủ nhận đơn kiện của Chapman, cho rằng bà "đã không trình báo về chuyện bồi thường cho bản quyền của bài hát ["Baby Can I Hold You"] thực sự chính xác" và khẳng định rằng Chapman "không thể đưa ra khiếu nại như trong đơn tố cáo" và cô sẽ không phải đền bù thiệt hại.
Tháng 11 năm 2018, Minaj thể hiện bài hát "Good Form", cùng với Little Mix trình bày "Woman Like Me" và cùng với nam ca sĩ Jason Derulo và nam DJ David Guetta biểu diễn ca khúc "Goodbye" tại lễ trao giải Âm nhạc châu Âu của MTV năm 2018. Tại lễ trao giải, Minaj cũng đã xuất sắc mang về hai giải thưởng cho các hạng mục Nghệ sĩ Hip-Hop xuất sắc nhất và Diện mạo xuất sắc nhất.
Tháng 12 năm 2018, các nguồn tin cho rằng Minaj sẽ tham gia lồng tiếng cho bộ phim hoạt hình chiếu rạp The Angry Birds Movie 2, sẽ được công chiếu vào ngày 16 tháng 8 năm 2019. Ngày 29 tháng 5 năm 2019, trang Twitter chính thức của bộ phim đã tiết lộ nhân vật mà nữ rapper sẽ lồng tiếng là một chú chim có lông màu hồng tên là Pinky.
Nửa đêm ngày 31 tháng 1 năm 2019, Minaj tung ra video âm nhạc cho bài hát "Hard White" – bài hát đầu tiên trong danh sách ca khúc của Queen.

### 2019–nay: Album phòng thu thứ năm sắp ra mắt
Minaj tham dự sự kiện Billboard Women in Music vào ngày 12 tháng 12 năm 2019 và vinh dự đem về giải thưởng Game Changer (Người thay đổi Cuộc chơi) sau khi trở thành "người phụ nữ đầu tiên có 100 bài hát xuất hiện trên bảng xếp hạng Billboard Hot 100". Sau một khoảng thời gian không hoạt động trên mạng xã hội, ngày 30 tháng 1 năm 2020, cô quay trở lại Instagram và Twitter để thông báo việc mình sẽ tham gia chương trình tìm kiếm tài năng thực tế RuPaul's Drag Race mùa thứ 12 với vai trò là giám khảo khách mời. Ngày hôm sau, bài hát hợp tác giữa cô và nữ ca sĩ Meghan Trainor có tựa đề "Nice to Meet Ya" được chính thức ra mắt cùng với một video âm nhạc lấy cảm hứng từ bộ phim năm 1988 Working Girl.
Ngày 7 tháng 2 năm 2020, Minaj chính thức quay trở lại sáng tác âm nhạc bằng bài hát độc tấu đầu tiên của mình trong năm 2020 có tên là "Yikes", được phát hành với vai trò là một đĩa đơn quảng bá. Ngày 1 tháng 5 năm 2020, bản remix của đĩa đơn "Say So" của nữ rapper và ca sĩ Doja Cat hợp tác với Minaj được chính thức phát hành, đánh đấu màn hợp tác đầu tiên của hai nữ nghệ sĩ.

## Phong cách nghệ thuật

### Phong cách âm nhạc
—Minaj chia sẻ về kỹ năng rap trong một buổi phỏng vấn với tạp chí Billboard
Minaj được mọi người biết đến với phong cách rap sống động và các bài hát có tiết tấu đặc biệt. Phong cách rap của cô rất đặc trưng về phương diện tốc độ, vai trò của các bản ngã thay thế và giọng của nữ rapper. Cô chủ yếu sử dụng giọng cockney ở Anh. Cô cũng thường kết hợp hai nghệ thuật rap và hát trong các bài hát của mình và thường sử dụng các phép ẩn dụ, punch line và chơi chữ. Một điểm độc đáo nữa của nữ rapper là những "bản ngã thay thế" của cô thường đi kèm với những giọng nói từ các vùng miền khác nhau, ví dụ như bản ngã Roman Zolanski thì "nói" giọng Anh Quốc, còn Harajuku Barbie thì giọng lại rất nhẹ nhàng. Nam nhạc sĩ Ice-T đã miêu tả phong cách rap của Minaj: "[Minaj là] một người độc lập. Cô có phong cách rap của riêng mình. Cô ấy có một phong cách hát thật tuyệt và làm cho tôi liên tưởng đến một phiên bản nữ của Busta Rhymes, mỗi khi cô ấy nhả giọng của mình bằng nhiều cách riêng biệt."
Tờ Thời báo New York đã gọi Minaj là "một rapper tỏa sáng với chất giọng châm biếm trời phú và khả năng nhả chữ bất ngờ. Minaj là một người phóng đại, từ âm nhạc, cá tính đến diện mạo. Cô ấy cũng là một người cấp tiến, có thể đập tan những khuôn mẫu cũ kĩ và áp dụng những điều mới mẻ một cách dễ dàng." Dù có một số nhà phê bình cho rằng phong cách rap của nữ rapper là bubblegum rap, nhưng sau này Minaj khẳng định:
| “ | Trước khi tôi làm những điều điên khùng như hiện tại thì tôi là chính mình, là một điều mà mọi người chưa biết về tôi. Khi ấy tôi chỉ hát rap bình thường chỉ đủ cho mọi người có thể nghe được và phân biệt với các rapper khác. Nhưng từ khi mà tôi bắt đầu đổi sang phong cách điên khùng ấy, tôi nghĩ tôi không nên tức giận với nó vì nó thu hút sự chú ý của người nghe. | ” |

Là một nghệ sĩ nổi trội với nhạc rap, nhưng cô cũng được biết đến với các bài hát thuộc các dòng nhạc điện tử (nhất là electropop). Album Pink Friday là một minh chứng cho điều này, khi tất cả các bài hát trong album đều thuộc thể loại nhạc điện tử và một bài hát điện tử lại mang âm hưởng của nhạc pop mang tên "Super Bass". Ngoài ra nữ rapper cũng đã từng kết hợp nhạc rap với nhạc synthesizer khi nhiều ca khúc nằm trong album phòng thu thứ hai của cô lại mang thể loại electro-hop và electropop, gồm "HOV Lane", "Whip It", "Automatic", "Come on a Cone", "Young Forever", "Fire Burns", "Roman Holiday" và "Beez in the Trap"; trong khi ca khúc "Starships" (cũng nằm trong album) lại là một bài hát eurodance. Thêm vào đó, cô còn hợp tác với một số nghệ sĩ khác, cho ra đời những bài hát mang phong cách điện tử như "The Boys" cùng với nữ ca sĩ Cassie và "Beauty and a Beat" cùng với nam ca sĩ Justin Bieber.
- Trục trặc khi nghe? Xem hướng dẫn.

Phần lời của Nicki Minaj trong ca khúc "Monster" của nam rapper Kanye West được giới phê bình khen ngợi và có tầm ảnh hướng rất lớn đến danh tiếng của nữ rapper. Nhiều nhà phê bình nhận định rằng cô là người có phần lời hay nhất trong ca khúc. Tạp chí Complex đã xếp phần lời của Minaj trong "Monster" vào danh sách những lời bài hát nhạc rap hay nhất trong thập niên 2010. Vì sự quá thành công của nó, Kanye West đã có lần định xóa bỏ phần lời của Minaj trong ca khúc, vì anh nghĩ rằng phần lời đó có thể gây ấn tượng tốt hơn với người nghe hơn là cả một nhạc phẩm của anh. Nam rapper chia sẻ:
“ Có lần tôi từng nghĩ đến chuyện bỏ phần lời của Nicki ra khỏi ca khúc vì tôi biết chắc rằng mọi người sẽ ca ngợi phần lời đó là hay nhất trong album nhạc hip-hop xuất sắc nhất mọi thời đại hoặc hay ít ra người ta có thể cho là nằm trong album được lọt vào danh sách 10 album đứng đầu mọi thời đại. Tôi làm tất cả mọi thứ mà, dành 8 tháng để hoàn thành "Dark Fantasy" để rồi mọi người ở hiện tại lại nói rằng 'Thứ mà tôi thích nhất trong album là phần lời của Nicki Minaj.' Vì thế nên tôi đã để cái tôi của mình cố gắng hết sức có thể thay vì để cho cô gái đó trở nên rạng danh mà cô ấy có thể tự làm mình trở nên như vậy. Tôi sẽ bỏ hoặc ít nhất là làm cho phần lời ấy trở nên bớt thú vị hơn trong bài hát của tôi, vì tôi đang cố gắng để ngăn cản cô ấy có được giây phút hào quang đó... ”— Kanye West   

### Các bản ngã thay thế (alter ego)
Từ thuở bé, Minaj đã tự tạo ra những "cái tôi" (hay "bản ngã") nội tâm như một biện pháp để giải thoát bản thân, trong hoàn cảnh bố mẹ cô thường xuyên bất đồng và cãi vã. Cô chia sẻ "sự tưởng tượng chính là đời thật của tôi". Bản ngã thay thế đầu tiên của cô tên là Cookie, sau này đổi tên thành Harajuku Barbie và cuối cùng đổi thành Nicki Minaj như ngày nay. Tháng 11 năm 2010, Minaj hé lộ một nhân cách mới có tên Minaj Teresa, là một bản ngã với những bộ tóc giả sặc sỡ, tự gọi mình là "người hàn gắn của fan hâm mộ". Sau đó cô công bố thêm một bản ngã nữa, mang tên Rosa (khi phát âm kéo dài chữ R) để kỉ niệm lần xuất hiện trên chương trình talk show Lopez Tonight vào tháng 12 năm 2010.
Một "cái tôi" khác nữa trong thời gian cô sản xuất và phát hành album Pink Friday đó là Roman Zolanski. Roman thoát ra mỗi khi cô tức giận và được miêu tả là "một con quỷ sống bên trong Minaj", hay "người anh em sinh đôi của Minaj". Minaj từng chia sẻ:
| “ | Roman sẽ xuất hiện trong hình hài hiếm thấy của hắn. Biết vì sao không? Vì hắn bất cần đời. Hắn nhận ra rằng cốt lõi thâm tâm mới là quan trọng. Rồi mọi người sẽ thấy được nó thôi. Hắn dần dần rồi cũng chả còn gì để giấu nữa. | ” |

- Trục trặc khi nghe? Xem hướng dẫn.

Roman đã từng được so sánh với bản ngã Slim Shady do nam rapper Eminem sáng tạo. Trong nhạc phẩm hợp tác "Roman's Revenge", hai nghệ sĩ đã hoá thân vào hai bản ngã nêu trên để trình bày ca khúc. Trước khi phát hành album Pink Friday: Roman Reloaded, Minaj xác nhận sẽ Roman sẽ xuất hiện nhiều trong album này: "Nếu bạn cảm thấy xa lạ với Roman, thì chắc chắn bạn sẽ không còn cảm thấy như vậy nữa sớm thôi. Hắn ta là một con người sống trong thâm tâm tôi. Hắn ta là một kẻ tâm thần, hắn ta là người đồng tính và xuất hiện nhiều lắm đấy." Roman còn có một người mẹ, tên là Martha Zolanski, đã từng xuất hiện trong bài hát "Roman's Revenge" với giọng Anh và lần đầu cất tiếng hát đầu tiên của mình trong ca khúc "Roman Holiday". Martha cũng từng xuất hiện trong video âm nhạc của bài hát "Moment 4 Life" trong vai một bà tiên. Trước khi phát hành album đầu tay, Minaj hứa hẹn với người hâm mộ sẽ giới thiệu Nicki, Roman, Onika (các bản ngã thay thế) lần đầu tiên trong album này.

### Ảnh hưởng
Nicki Minaj đã gọi Jay-Z và Foxy Brown là hai nghệ sĩ có tầm ảnh hưởng lớn nhất đối với cô. Cô chia sẻ:
| “ | Tôi thực sự yêu thích nữ rapper Foxy. Tôi thích tư duy và phong cách âm nhạc của cô ấy. Tôi cũng rất mê Jay-Z nữa, thời học sinh, tôi và các bạn thuộc lòng tất cả các lời bài hát của anh ấy. Những từ ngữ anh ấy dùng chính là những thứ mà chúng tôi nói chuyện với nhau hàng ngày. | ” |

Minaj đã ca ngợi Brown "nữ rapper có tầm ảnh hưởng sâu đậm nhất" đối với cô, dù đã từng được so sánh với nữ rapper Lil' Kim khi lần đầu ra mắt công chúng. Nữ rapper trình bày: "Tôi thực sự chưa từng thổ lộ rằng Foxy đã ảnh hưởng và thay đổi cuộc đời tôi nhiều đến thế nào, nhưng rồi bạn cũng phải dành tặng cho họ những lời khen ngợi ngay khi họ còn sống, thay vì tưởng nhớ đến họ khi họ không còn trên cõi đời này nữa..." Tuy vậy, cả Minaj và Lil' Kim, là đối thủ trong làng nhạc rap của Foxy, cũng từng có lời qua tiếng lại với nhau ở trên truyền thông và cả trong các bài hát của họ.
Nữ diễn viên Jada Pinkett Smith được nữ rapper coi là một trong những tấm gương khi cô còn bắt tay vào sự nghiệp diễn xuất. Minaj còn được truyền cảm hứng bởi nữ ca sĩ nhạc R&B Monica và luôn hát ca khúc "Why I Love You So Much" của nữ ca sĩ tại bất kì những chương trình tìm kiếm tài năng nào có cô tham dự. Trong đêm diễn tại thành phố Atlanta trong chuyến lưu diễn Pink Friday Tour của mình, cô đã kể với khán giả rằng Monica là một trong những nguồn cảm hứng vĩ đại nhất mọi thời đại của mình. Minaj cũng đã nêu tên Beyoncé, Kanye West, Trina và Drake là những nghệ sĩ có tầm ảnh hưởng đối với cô.
Minaj còn xem nữ nhà thiết kế thời trang Betsey Johnson là một nguồn cảm hứng về thời trang. Cô cho biết: "Betsey có một tâm hồn khoáng đạt. Ngay khi tôi vừa gặp bà, tôi đã có cảm giác như mình đã quen biết bà từ rất lâu rồi. Bà ấy là một người ấm áp, biết quan tâm. Bà ấy có tài năng tuyệt vời và trước giờ tôi vẫn thường diện những bộ đồ của bà ấy. Vậy nên khi gặp bà, tôi đã phải thốt lên, 'Ôi chao!' và rồi tôi cúi đầu chào bà; bà ấy thật huyền diệu!"
Minaj bày tỏ sự ngưỡng mộ đối với Cyndi Lauper cũng như đã khẳng định các video ca nhạc của Cyndi cho cô đã truyền cảm hứng cho bà như thế nào khi cô còn tuổi niên thiếu. Minaj nhớ lại: "Lần đầu tiên tôi nhuộm tóc là khi 14 tuổi, lúc ấy tôi muốn nhuộm một vài lọn tóc vàng làm điểm nhấn. Nhưng anh thợ làm tóc nói, 'Không, em phải gọi điện cho mẹ em trước đã,' nên tôi đã phải khóc và năn nỉ mãi vì lúc nào tôi cũng muốn có những sự thử nghiệm. Chính những video của Cyndi Lauper là thứ đã khơi màn cho tôi."

## Hình ảnh trước công chúng

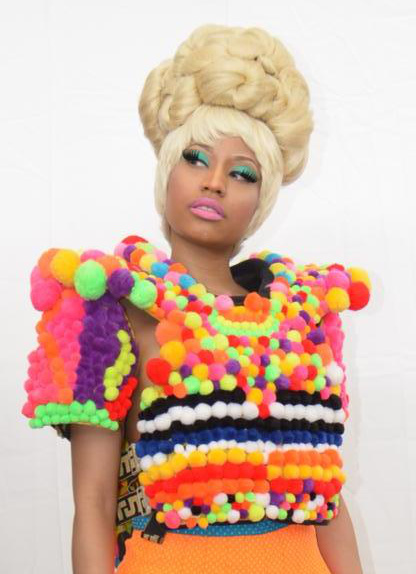
Phong cách thời trang sặc sỡ thời gian đầu sự nghiệp của Minaj

Hình dáng cơ thể của Minaj đã thu hút nhiều sự chú ý từ truyền thông. Năm 2010, cô nói rằng cô cảm thấy như bị ép buộc khi phải bắt chước những hành vi khêu gợi của "các nữ rapper đương thời", mà thay vào đó cô dự định sẽ kìm nén lại vẻ kích thích của mình lại vì cô "muốn mọi người, nhất là những bạn gái nhỏ tuổi, ngộ được ra một điều rằng trong cuộc sống, không phải cái gì cũng có thể dựa vào vẻ ngoài gợi dục của mình mà có, mà là các thứ khác." Nữ rapper thậm chí còn ký tặng cho người hâm mộ nữ trên ngực họ nhằm mục đích tôn vinh quyền phụ nữ. Một biên tập viên từ tờ Thời báo New York đã nói rằng một số người hâm mộ đã coi cô là "nữ rapper có tầm ảnh hưởng lớn nhất mọi thời đại".
Trong một buổi phỏng vấn với báo The Guardian, Minaj cho rằng cô luôn có sự so tài với cả nam lẫn nữ rapper. Trong ca khúc "Moment 4 Life", cô tự gọi bản thân là một "ông vua" chứ không phải một nữ hoàng. Thời gian đầu sự nghiệp, cô từng tuyên bố mình là người lưỡng giới nhưng sau này đã đính chính lại giới tính thật của mình trong một cuộc phỏng vấn với tạp chí Rolling Stone và tiết lộ rằng cô làm vậy để gây sự chú ý. Minaj phát biểu: "Tôi thấy phụ nữ thật gợi cảm, nhưng tôi sẽ không nói dối và cũng không nói rằng mình sẽ hẹn hò phụ nữ."
Với những bộ trang phục, kiểu tóc khác thường, cô được báo chí gọi là "Lady Gaga da màu". Tại một cuộc phỏng vấn, Minaj không đồng tình với sự so sánh này mặc dù cô cũng từng phát biểu rằng mình lấy cảm hứng từ sáng tạo của Gaga:
| “ | Trước hết, tôi là một rapper. Tôi đến từ South Jamaica, Queens. Giống nhau ở điểm nào chứ?... Tóc giả ư? Nữ ca sĩ nào cũng đều đội tóc giả cả mà. Hay là do những bộ trang phục độc dị? Nói lại lần nữa đi. Bây giờ thì điều đó đang làm tôi phát mệt rồi. Lúc đâu thì tôi nghĩ, không sao đâu, khi mọi người đã quen mình rồi thì người ta cũng sẽ hiểu mình. Gaga là một nghệ sĩ tuyệt vời. Cô ấy tự tạo con đường âm nhạc cho riêng mình và tự đi một mình trên con đường ấy. Tôi cũng cảm thấy tôi cũng có con đường riêng. Chúng tôi sẽ không bao giờ gặp mặt, không đâu! | ” |

Minaj liệt kê Alexander McQueen, Gianni Versace và Christian Louboutin là những nhà thiết kế thời trang yêu thích của cô. Trang web The Huffington Post đã miêu tả phong cách của Minaj là "thách thức đầy mạo hiểm" và "khác thường", cùng với "những lựa chọn cực kì táo bạo"; còn trang Yahoo! lại cho rằng trang phục của Minaj là "sặc sỡ", "điên rồ" và cho rằng "ngành thời trang và âm nhạc thế giới chắc chắn sẽ rất yên ắng nếu thiếu Minaj".
Minaj từng đề cập đến vấn đề chủ nghĩa nữ quyền trong một cuộc phỏng vấn với tạp chí Vogue vào năm 2015: "Có những điều tôi làm mà những nhà hoạt động nữ quyền không thích, lại có những điều tôi làm mà họ thích. Tôi không tự đề cao mình đâu."
Tạp chí Billboard đã xếp Minaj ở vị trí thứ tư trong danh sách Social 50 của mình vào số xuất bản tháng 3 năm 2011. Trên Instagram, cô là rapper có nhiều lượt theo dõi nhất trên thế giới. Minaj còn là một trong những rapper có nhiều lượt theo dõi nhất trên Twitter với hơn 20 triệu người theo dõi. Trên các mạng xã hội hay khi xuất hiện trước công chúng, Minaj thường gọi người hâm mộ của mình là "Barbz" (tên lấy từ biệt danh búp bê Barbie của cô).
Từ năm 2014, Minaj bắt đầu chuyển sang hình ảnh "tự nhiên" hơn. Cô diện những bộ đồ ít màu sắc hơn, màu tóc và cách trang điểm theo đó cũng đơn giản hơn.

## Hoạt động từ thiện

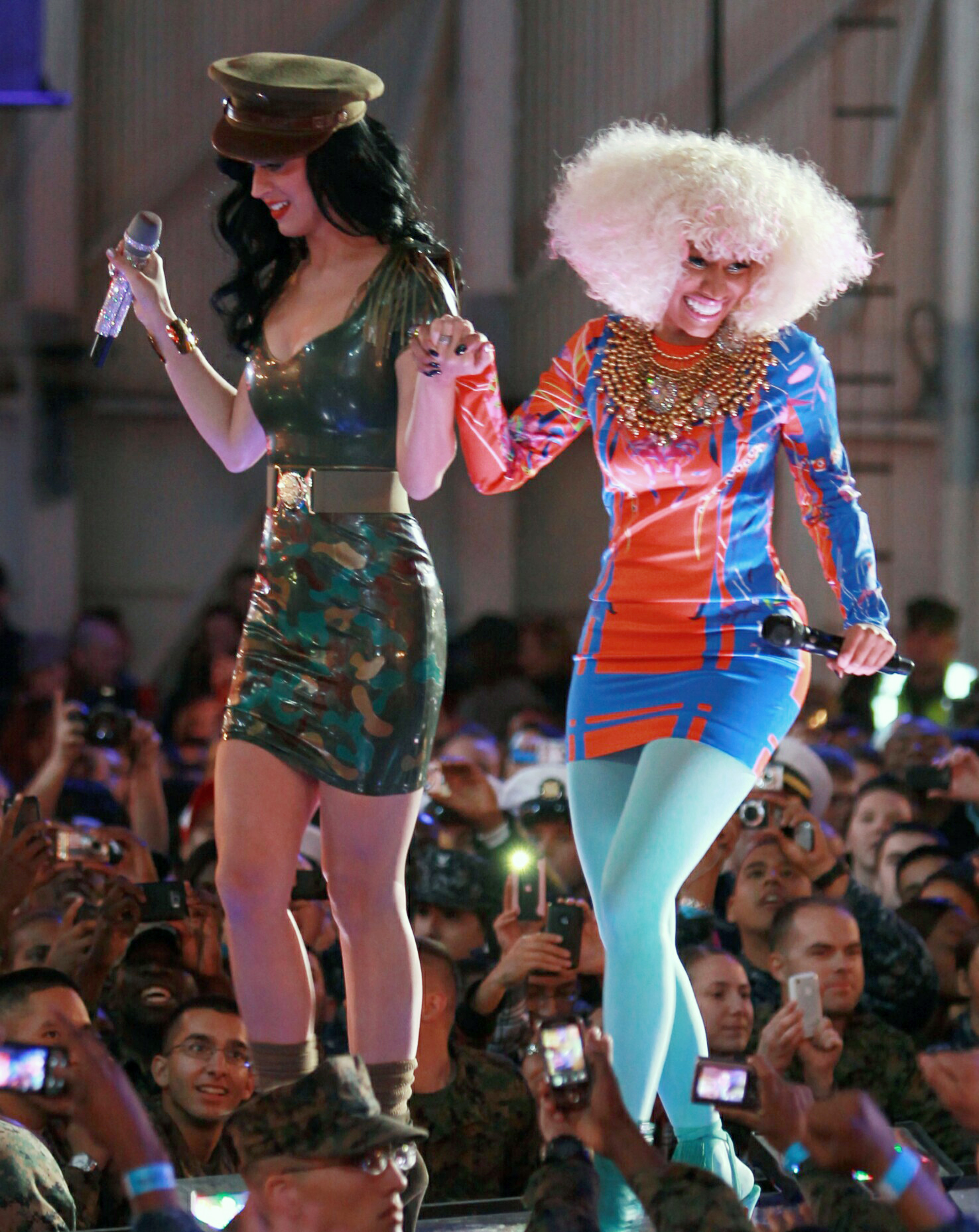
Katy Perry (trái) và Minaj (phải) biểu diễn tại buổi hòa nhạc VH1 Divas Salute the Troops 2010

Năm 2010, Minaj biểu diễn dành tặng cho các thanh niên đi nghĩa vụ quân sự tại buổi hòa nhạc Divas Salute the Troops của đài VH1 năm 2010 tại San Diego. Vào năm 2012, sau những thiệt hại mà cơn bão Sandy mang lại, Minaj quyết định quyên góp 15.000 đô-la Mỹ cho tổ chức phi lợi nhuận Food Bank For New York City. Trong dự án từ thiện này, Minaj còn sẽ quay trở lại trường tiểu học của cô tại quận Queens để cho tặng miễn phí những con gà tây nướng cho những người dân địa phương có hoàn cảnh khắc khổ.
Tháng 5 năm 2017, Minaj đề nghị giúp đỡ trả học phí và các chi phí khác mà sinh viên cần trả cho 30 người hâm mộ thông qua Twitter. Cô chấp nhận lời yêu cầu của người hâm mộ, chi ra hơn 500 đô-la Mỹ cho đồ dùng học tập và hơn 6.000 đô-la Mỹ cho học phí của họ và hứa hẹn sẽ trả lời thêm nhiều lời yêu cầu nữa trong khoảng một hoặc hai tháng. Cô cũng công bố rằng cô sẽ khởi động một chiến dịch từ thiện nhằm quyên góp tiền cho học phí và các chi phí của học sinh trong thời gian sắp tới. Cũng trong tháng 5 này, Minaj tiết lộ trên Instagram rằng cô đang quyên góp tiền cho một ngôi làng ở Ấn Độ. Số tiền này sẽ giúp cho ngôi làng xây dựng một trung tâm máy tính đầu não, một trường dạy thiết kế thời trang, một chương trình giáo dục dạy về việc đọc chữ và hai giếng nước. "Đây là điều làm tôi thấy tự hào nhất", nữ rapper bày tỏ cảm xúc của mình khi thấy những công trình trên đang được xây dựng tại ngôi làng.
Tháng 8 năm 2017, sau những hậu quả mà cơn bão Harvey gây ra cho thành phố Houston, Texas, Minaj chấp nhận thử thách trên mạng xã hội do nam diễn viên Kevin Hart đặt ra và quyên góp 25.000 đô-la Mỹ cho Hội Chữ thập đỏ, nói rằng cô đang "cầu nguyện cho mọi người ở đó".

## Các sản phẩm liên quan

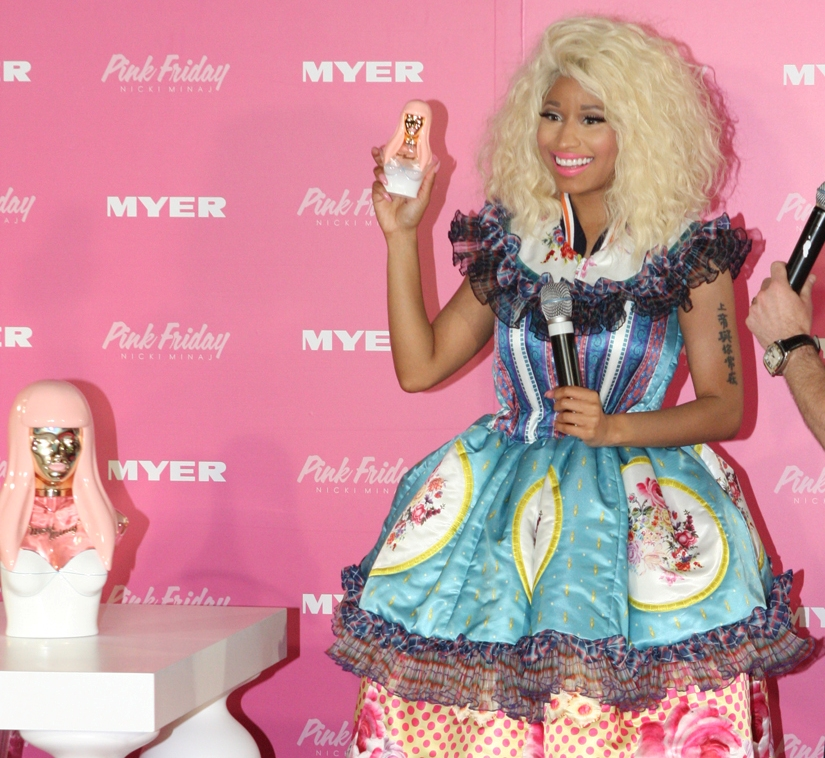
Nữ ca sĩ cầm trên tay chai nước hoa Pink Friday trong buổi ra mắt sản phẩm tại Úc năm 2012

Tháng 12 năm 2014, Minaj được chọn làm gương mặt đại diện cho chiến dịch thời trang xuân hè 2015 của hãng Roberto Cavalli. Trong bộ ảnh quảng bá chiến dịch do nhiếp ảnh gia Francesco Carrozzini thực hiện tại Los Angeles, Minaj diện những chiếc váy phong cách Bohemia được thêu dệt họa tiết cầu kỳ, đặc trưng của hãng. Ngày 30 tháng 3 năm 2015, Minaj trở thành người đồng sở hữu của dịch vụ tải nhạc trực tuyến Tidal, đây là trang web cung cấp các bài hát và video ca nhạc chất lượng cao. Bên cạnh Minaj và nhà sáng lập dịch vụ, rapper Jay Z, còn có các nghệ sĩ đồng sở hữu nổi tiếng khác như Beyoncé, Madonna, Rihanna và Kanye West.
Bên cạnh đó, Minaj còn bước chân sang lĩnh vực kinh doanh với loạt sản phẩm nước hoa của riêng mình. Tháng 9 năm 2012, cô giới thiệu dòng nước hoa đầu tiên - Pink Friday. Bản đặc biệt "Pink Friday: Special Edition" và bản cao cấp "Pink Friday: Deluxe Edition" của sản phẩm cũng được tung ra thị trường lần lượt vào tháng 4 vào tháng 12 năm 2013. Trước đó, vào tháng 9 cùng năm, Minaj cũng ra mắt dòng nước hoa thứ hai - Minajesty. Cái tên là sự kết hợp giữa nghệ danh Minaj của cô và từ "majesty", có nghĩa là "quyền lực, oai phong". Một phụ bản của dòng này là "Minajesty: Exotic Edition" cũng được bán ra hồi tháng 6 năm 2014 và dành riêng cho hệ thống mua sắm tại nhà "Home Shopping Network". Tiếp nối chuỗi sản phẩm là thương hiệu nước hoa "Onika", đặt theo chính tên khai sinh của cô. "Onika" có mặt trên thị trường bắt đầu từ tháng 9 năm 2014. Tới năm 2016, Minaj ra mắt thêm một sản phẩm nước hoa nữa là "Trini Girl".

## Đời sống cá nhân
Nicki Minaj là người phụ nữ duy nhất góp mặt trong danh sách Hip Hop Cash Kings (Những đại gia nhạc Hip Hop) của tạp chí Forbes. Lần đầu tiên cô lọt vào danh sách này là năm 2011 với thu nhập 6,5 triệu đô la Mỹ từ tháng 5 năm 2010 đến tháng 5 năm 2011. Năm 2012, Minaj đạt vị trí thứ 8 với 15,5 triệu đô tính từ mốc năm ngoái đến tháng 5 năm 2012. Sang năm 2013, Minaj vươn lên vị trí thứ 4 với 29 triệu đô kiếm được trong khoảng tháng 6 năm 2012 đến tháng 6 năm 2013. Năm 2014, cô tiếp tục có tên trong danh sách khi thu về 14 triệu đô từ tháng 6 năm 2013 đến tháng 6 năm 2014. Trước đó vào năm 2012, Minaj đã khuyên góp 15000 đô la cho những nạn nhân chịu ảnh hưởng của bão Sandy đổ bộ vào những quốc gia như Haiti, Cuba, Hoa Kỳ.
Sau khi người cha Robert cai nghiện và bắt đầu đi lễ nhà thờ, Minaj chia sẻ "bố tôi đã được cứu sống và cuộc đời ông ấy đang bắt đầu thay đổi". Tháng 7 năm 2011, trước vụ việc người em họ Nicholas Telemaque bị ám sát, Minaj đã nhắc đến sự mất mát này trong lời của một số ca khúc như trong bài "Champion": "Họ đã cướp đi em trai Nicholas của tôi, nhưng kỉ niệm về cậu bé sẽ mãi tươi đẹp", hay trong "All Things Go": "Tôi đã mất người em trai chỉ vì một hành động của những kẻ bạo lực vô nhân tính". Cuối năm 2014, Minaj chia tay bạn trai lâu năm Safaree Samuels, một vài ca khúc trong album The Pinkprint được cho là viết về mối tình này. Safaree cũng từng bị bóc mẽ rằng đã tùy tiện lấy các thẻ tín dụng và tiền mặt của Minaj ra tiêu xài cho các thú vui và gái gú. Cũng trong Album này, cô đã mạnh mẽ thổ lộ với người hâm mộ về câu chuyện phá thai ngoài ý muốn khi còn trẻ qua ca khúc "All things go", rằng cô đã không đủ khả năng nuôi dưỡng một thai kì ngoài ý muốn ở tuổi vị thành niên, cô cũng từng chia sẻ rằng cô vẫn luôn hối hận và tự trách bản thân về chuyện đó
Sang đầu năm 2015, Minaj quen bạn trai mới là rapper Meek Mill. Tuy nhiên, hai năm sau, vào ngày 5 tháng 1 năm 2017, Minaj thông báo trên mạng Twitter rằng cô và Meek đã chấm dứt mối quan hệ.

### Mâu thuẫn cá nhân

#### Lil' Kim

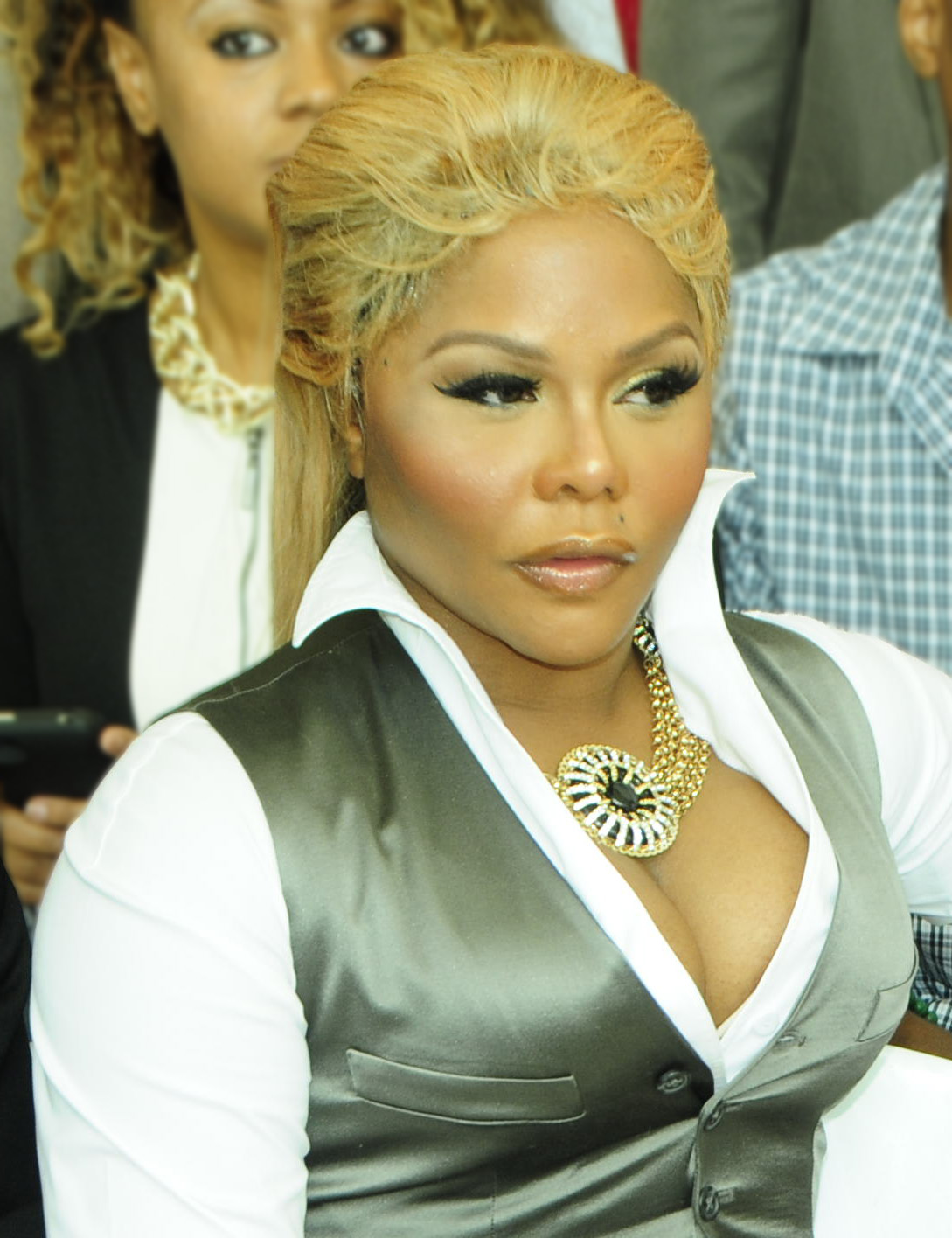
Lil' Kim tham dự sự kiện Mercedes-Benz Fashion Week năm 2012

Sau thành công của album đầu tay Pink Friday, Minaj vướng vào những mâu thuẫn với rapper Lil' Kim. Kim cho rằng nữ ca sĩ đã sao chép phong cách của mình, "Nếu cô định ăn cắp phong cách của tôi, cô sẽ phải đền lại một thứ khác. Cô phải đáp trả. Cô giúp tôi, tôi sẽ giúp cô, quan điểm của tôi là như vậy." Trước những cáo buộc của đàn chị, Minaj cho ra đĩa đơn "Roman's Revenge" với sự góp mặt của Eminem. Dư luận khẳng định đây là đòn trả đũa của Minaj, bất chấp những biện hộ của cô rằng "bài hát nói về tất cả những ai từng được phỏng vấn, không ai được chỉ đích danh, cũng như không có ai được đề cập trực tiếp từ những phát ngôn của tôi". Ở một phỏng vấn khác với đài radio HOT 97, Minaj lại chia sẻ: "Cô ấy (Lil' Kim) đã gây chuyện với Foxy, sau đó xích mích với Eve, rồi đến Remy, Mrs. Wallace, và bây giờ là tôi. Tất cả những tin tức về cô ấy đều là gây chuyện cãi vã! Âm nhạc của cô đâu? Sản xuất âm nhạc đi nào, tôi sẽ chỉ nói chuyện với cô khi nào tôi thấy tên cô trên Billboard, còn không thì hãy quên đi. Vì tôi là Barbie đấy con khốn." Tình hình tiếp tục leo thang khi Kim tung mixtape Black Friday (2011), tựa đề nhái theo Pink Friday của Minaj. Bìa mixtape là hình ảnh Kim chém đầu Nicki Minaj với một thanh kiếm. Sau đó, một đoạn nhỏ từ bài hát trả thù trong mixtape này là "Tragedy" cũng được tung ra trước vào tháng 4. Minaj trả đũa bằng đĩa đơn "Stupid Hoe" cùng ca từ và video châm biếm nhắm thẳng đến Kim. Trước những động thái trên, Kim đến dự phỏng vấn của đài 105's Breakfast Club và cho biết "Automatic" cũng là ca khúc trả thù tương tự đến Minaj. Kim còn gọi Minaj là một kẻ "đáng ghét" và "xấu tính". Mâu thuẫn giữa hai rapper còn châm ngòi cho xích mích giữa Nicki Minaj và một rapper khác là Foxy Brown. Foxy cho rằng Minaj đã hiểu sai quan điểm của Kim và phát hành hai bài hát đá xoáy hai rapper là "Hold Yuh" và "Massacre" lần lượt vào tháng 11 năm 2010 và tháng 1 năm 2011. Tuy vậy, Minaj và Foxy đã giải quyết những xích mích này vào tháng 6 năm 2012. Về sau Minaj tuyên bố chấm dứt mâu thuẫn với Kim và nói rằng cô là một trong những rapper từ New York có nhiều ảnh hưởng nhất đến mình.

#### Mariah Carey
Trong khoảng thời gian làm giám khảo cho cuộc thi American Idol mùa thứ 12, một video lan truyền trên Internet cho thấy Minaj và Mariah tranh cãi kịch liệt trong buổi ghi hình vòng thử giọng tại Charlotte, bang North Carolina. Mariah khẳng định nữ rapper đã nói rằng, "Nếu có súng trong tay, tôi sẽ bắn con nhỏ khốn nạn đó" trong khi phía Minaj bác bỏ cáo buộc này. Minaj đến dự talkshow "The Ellen Show" và giải thích với MC Ellen DeGeneres rằng cô rất tôn trọng Mariah và cô không bị tâm thần, lúc đó chỉ là cô không giữ được bình tĩnh nên đã có những hành động như vậy. Còn Mariah phát biểu Minaj đã tạo ra một "môi trường làm việc không an toàn" và khiến cô phải điều động thêm đội ngũ bảo vệ xung quanh mình. Căng thẳng lên tới đỉnh điểm sau khi Mariah chế giễu Minaj không hề có một bài hát đạt top 1 nào trên Billboard Hot 100 trong một chương trình phát sóng trực tiếp vào tháng 5 năm 2013. Minaj trả đũa bằng một loạt bài viết "cực kỳ cay độc" trên trang Twitter cá nhân. Kết thúc mùa giải, cả hai ca sĩ đều quyết định rút lui khỏi cuộc thi và từ bỏ trọng trách giám khảo. Trong một buổi phỏng vấn với Kyle & Jackie O năm 2015, Mariah đã xác nhận mâu thuẫn giữa hai người là giả và điều này nằm trong kịch bản của American Idol.

#### Miley Cyrus
Năm 2015, Minaj và Miley Cyrus cũng có lời qua tiếng lại ngay trên sân khấu của lễ trao giải MTV Video Music Awards. Minaj đã gọi Miley là "đồ khốn" và khẳng định Miley đã mỉa mai cô trong một phỏng vấn cách đó không lâu. Ca sĩ Miley đáp lại rằng trong những cuộc phỏng vấn, phát ngôn thường sẽ bị các phóng viên bóp méo. Tuy nhiên, toàn bộ sự việc được cho là đã có sắp đặt để thu hút quan tâm của dư luận khi ngay ở cuối câu nói của Minaj, trước khi máy quay chuyển cảnh, khán giả có thể nhìn thấy nụ cười giống như đang diễn kịch của cô. Năm 2016, Minaj tiếp tục nhắc đến Miley trong ca từ bản remix bài hát "Down in DM" của Yo Gotti.

#### Remy Ma
Bất đồng giữa Minaj và nữ rapper Remy Ma nổ ra từ năm 2007 khi Remy để ý đến ca khúc "Dirty Money" trong mixtape Playtime Is Over (2007) của Minaj. Có dịp gặp nhau, Remy Ma đã hỏi Minaj ai là người mà Minaj đang mỉa mai trong bài hát này. Nicki Minaj bỏ ngỏ khi không xác nhận, cũng không phủ nhận bài hát viết về Remy. Trong một cuộc phỏng vấn năm 2010, Remy Ma cho biết: "Đến thời điểm này tôi vẫn có cảm giác như bài hát là một cú đâm sau lưng tôi, và tôi sẽ trả đũa cô ta." Năm 2011, Remy tuyên bố ủng hộ con đường sự nghiệp của Minaj, nhưng khẳng định rằng cô sẽ là cái gai trong mắt của Minaj một khi được mãn hạn tù. Tháng 10 năm 2016, trong một buổi phỏng vấn với HOT 97, Minaj cho biết cô từng mời Remy Ma và Foxy Brown hát chung một bài hát nhưng Remy đã từ chối. Ngày 3 tháng 3 năm 2017, tại chương trình The Wendy Williams Show, Remy Ma cho biết cô phát hành đĩa đơn trả thù "Shether" là vì có những cáo buộc về chuyện Minaj "luôn cố gắng đá cô ra khỏi ngành âm nhạc và làm mọi thứ để cô bị mất giải thưởng" cũng như vì những ồn ào trong quá khứ với Mariah Carey, Lil' Kim. Minaj đã đáp lại bằng đĩa đơn "No Frauds" cho rằng những điều trong bài hát của Remy là hoàn toàn bịa đặt. Về sau Minaj cho biết mâu thuẫn với Remy Ma là điều cô không hề muốn.

#### Cardi B
Mâu thuẫn giữa hai người bắt nguồn từ việc Atlantic Records tìm kiếm một nữ rapper và trả tiền để gây sự với Minaj như thông lệ. Lady Leshurr, Cupcakke và Angel Haze đều xác nhận từng được hãng này tiếp cận nhưng họ đã từ chối. Tháng 6 năm 2017, Cardi B chính thức ký hợp đồng với Atlantic. Cả hai sau đó đã nhiều lần lời qua tiếng lại, dù Minaj từng chúc mừng đĩa đơn "Bodak Yellow" đạt vị trí số 1 trên Billboard Hot 100 và Cardi B cũng cảm ơn điều này. Căng thẳng đạt đỉnh điểm vào tháng 9 năm 2018, tại một buổi biểu diễn ở Tuần lễ Thời trang New York, Cardi đã ném guốc vào Minaj, nhưng không trúng cô. Cardi cho rằng cô làm vậy vì Minaj đã nói xấu con gái mình. Minaj phủ nhận điều này và tố Cardi mới là người chế giễu một đứa trẻ chết là khỉ cùng nhiều bình luận ác ý khác của cô trên Queen Radio. Tháng 10 năm 2018, trong một buổi phỏng vấn với W Magazine, Cardi xác nhận nguyên nhân ném guốc vào Minaj là vì cô thấy một tấm hình cho rằng Minaj đã bấm "Thích một bình luận chê bai việc làm mẹ của cô". Tuy nhiên tấm hình đó được xác nhận là làm giả qua photoshop.

## Danh sách đĩa nhạc

### Album phòng thu
- 2010: Pink Friday
- 2012: Pink Friday: Roman Reloaded (The Re-Up)
- 2014: The Pinkprint
- 2018: Queen
- 2021: Beam Me Up Scotty
- 2024: Pink Friday 2

### Album hợp tác
- 2009: We Are Young Money (với Young Money)

### Mixtape
- 2007: Playtime Is Over
- 2008: Sucka Free
- 2009: Beam Me Up Scotty

## Chuyến lưu diễn

### Mở màn
- America's Most Wanted Tour (2008)
- I Am Music II Tour (2011)[228]
- Femme Fatale Tour (2011)

### Đồng hát chính
- NickiHndrxx Tour (với Future) (2018-2019)

### Hát chính
- Pink Friday Tour (2012)
- Pink Friday: Reloaded Tour (2012)
- The Pinkprint Tour (2015)
- The Nicki Wrld Tour (2019)

## Danh sách phim
| Năm               | Tên                                                         | Vai         | Ghi chú                                                     |
| Truyền hình       | Truyền hình                                                 | Truyền hình | Truyền hình                                                 |
| ----------------- | ----------------------------------------------------------- | ----------- | ----------------------------------------------------------- |
| 2010              | My Super Sweet 16                                           | Chính cô    | Khách mời                                                   |
| 2010              | My Time Now                                                 | Chính cô    | MTV - Tập đặc biệt                                          |
| 2010              | VH1 Divas: Salute the Troops                                | Chính cô    | Biểu diễn "Girls Just Wanna Have Fun" với Katy Perry        |
| 2011              | New Year's Eve with Carson Daly                             | Chính cô    | Biểu diễn "Moment 4 Life" và "Save Me"                      |
| 2011              | Fashion Police                                              | Chính cô    | Giám khảo khách mời                                         |
| 2011              | Saturday Night Live                                         | Chính cô    | "Jesse Eisenberg/Nicki Minaj" (Mùa 36, tập 693)             |
| 2011              | America's Next Top Model                                    | Chính cô    | Giám khảo khách mời / Cycle 17, tập 1                       |
| 2011              | Americas Best Dance Crew                                    | Chính cô    | Mùa 6, tập 7                                                |
| 2011              | E! Special: Nicki Minaj                                     | Chính cô    | E! - Tập đặc biệt                                           |
| 2012              | Dick Clark's New Year's Rockin' Eve with Ryan Seacrest 2012 | Chính cô    | Biểu diễn "Turn Me On", "Super Bass", and "Roman in Moscow" |
| 2012              | Nicki Minaj: A Day in the Life                              | Chính cô    | 4Music - Tập đặc biệt                                       |
| 2012              | The Cleveland Show                                          | Chính cô    | "Menace II Secret Society" (Mùa 4, tập 2)                   |
| 2012              | Nicki Minaj: My Truth                                       | Chính cô    | Loạt phim ba tập của E!                                     |
| 2013              | American Idol                                               | Giám khảo   | Mùa thi thứ 12                                              |
| Điện ảnh/Tài liệu |                                                             |             |                                                             |
| 2008              | The Come Up DVD Volume 17 (Wayne World Edition)             | Chính cô    | Dirty Money Entertainment, khách mời                        |
| 2011              | Britney Spears Live: The Femme Fatale Tour                  | Chính cô    | khách mời, biểu diễn                                        |
| 2012              | Ice Age: Continental Drift                                  | Steffie     | Lồng tiếng                                                  |
| 2014              | Steven Universe                                             | Sugilite    | Lồng tiếng                                                  |